# Guerra de la Independencia de Chile
La guerra de la Independencia de Chile corresponde al proceso histórico que permitió la emancipación de dicho país de la Monarquía Española, acabó con el periodo colonial e inició la conformación de una república independiente.
Se desarrolló en el contexto de la emancipación de Hispanoamérica, proceso iniciado con la formación de juntas de gobierno en Hispanoamérica en respuesta a la captura del rey Fernando VII por las fuerzas napoleónicas en 1808. La primera junta de gobierno en Chile buscó, en un primer momento, establecer una monarquía liberal, leal al rey cautivo, pero separada del Imperio español. Sin embargo, con la guerra se fue radicalizando gradualmente la situación al punto de buscar una separación definitiva de España y la adopción de ideas republicanas por parte de los líderes del proceso.
Tradicionalmente, la historiografía chilena ha definido este periodo como aquel comprendido entre el establecimiento de la Primera Junta Nacional de Gobierno (18 de septiembre de 1810) y la renuncia de Bernardo O'Higgins al cargo de director supremo (28 de enero de 1823). Además, este periodo es subdividido en tres etapas: la Patria Vieja (1810-1814), la Reconquista o Restauración Monárquica (1814-1817) y la Patria Nueva (1817-1823). La guerra de emancipación chilena se inició en 1812, cuando el virrey del Perú realizó las primeras acciones hostiles por mar contra la junta chilena, y se prolongó hasta 1826, cuando se produjo la caída del último reducto realista en Chiloé.
La Independencia de Chile fue declarada a través del acta de independencia, oficialmente proclamada y jurada en Santiago el 12 de febrero de 1818, y reconocida por España el 25 de abril de 1844.

## Antecedentes

### Primera Junta Nacional de Gobierno

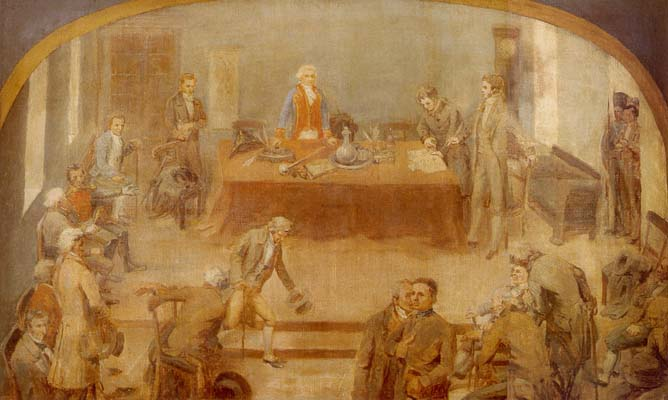
Primera Junta de Gobierno, de Nicolás Guzmán (1889)

Siguiendo el ejemplo de las provincias españolas y de las otras colonias americanas, en la ciudad de Santiago, capital de la Capitanía General de Chile, el 18 de septiembre de 1810 se llamó a un cabildo abierto, que delegó su poder en la Primera Junta Nacional de Gobierno, constituida por:
- Presidente: Mateo de Toro y Zambrano, conde de la Conquista
- Vicepresidente: José Antonio Martínez de Aldunate, obispo electo de Santiago
- Vocales: Ignacio de la Carrera, Fernando Márquez de la Plata, Juan Martínez de Rozas, Francisco Javier de Reina y Juan Enrique Rosales
- Secretarios: José Gregorio Argomedo y Gaspar Marín.

Quienes guardarían el poder del rey Fernando VII hasta que fuese restituido en su puesto.
Las juntas españolas trataron de imponer su superioridad sobre las americanas, que apelaron perfectamente al Tratado de Tordesillas y a la bula Inter Caetera en la que el papa entregaba los territorios de América a la Monarquía española, no a su pueblo, por lo que las juntas de Nuevo Mundo y las Ibéricas tenían las mismas capacidades y todas estaban sujetas a las Cortes de Cádiz.

### Primer Congreso Nacional
La Junta Nacional de Gobierno creó nuevos cuerpos militares y estableció la libertad de comercio y el contacto con la Junta de Buenos Aires.
Tras la muerte del anciano Conde de la Conquista, asumió la presidencia de la Junta Juan Martínez de Rozas, quien llamó a elecciones para un congreso nacional, compuesto por 42 diputados. Llegado el 1 de abril de 1811, día de las elecciones, el teniente coronel Tomás de Figueroa sublevó un cuerpo del ejército exigiendo la disolución de la junta. El motín no tuvo éxito y Figueroa huyó a refugiarse al convento de Santo Domingo, desde donde fue sacado, sometido a juicio y condenado a muerte.
El primer congreso inició sus sesiones el 4 de julio de 1811, y pronto se dividió en dos bandos: los exaltados, que buscaban una independencia completa y rápida; y los moderados, que deseaban algunas reformas y un buen gobierno.
Cansados de las divisiones del Congreso y de su ineptitud, el 4 de septiembre los hermanos Carrera (José Miguel, Luis y Juan José), hijos de Ignacio de la Carrera, dieron un golpe militar con el objetivo de que se conformara una nueva junta de gobierno más comprometida con los ideales de la Independencia; bajo la presión de las armas, el Congreso accedió y la nueva junta quedó compuesta por:
- Juan Enrique Rosales
- Juan Martínez de Rozas
- Martín Calvo Encalada
- Juan Mackenna
- Gaspar Marín

### Revolución Radical de los Carrera
Descontentos con el accionar de la junta de Gobierno, los hermanos Carrera sublevaron una parte de la guarnición en Santiago para disolver la junta conservadora el 4 de septiembre de 1811, cuando las tropas de Juan José y Luis Carrera se atrincheraron en la plaza de La Moneda y obligaron al Congreso a convocar un cabildo abierto.
Al día siguiente, Juan Martínez de Rosas efectuó un movimiento similar en Concepción, donde creó otra junta de gobierno, ejemplo que siguió poco después Valdivia. Al poco tiempo, y molesto por el actuar de la junta radical que él mismo había colocado en el poder, José Miguel Carrera conspiró contra ellos utilizando a los españoles, a quienes les hizo creer que restauraría el régimen colonial para así obtener recursos de ellos. El motín le entregó el poder a Carrera, quien remplazó la junta por otra compuesta por él mismo (como representante de Santiago), Gaspar Marín (como representante de Coquimbo) y por Juan Martínez de Rozas (como representante de Concepción).

### Conflicto de 1812
Rozas rehusó el cargo desde Concepción tomando una posición hostil en el Congreso e incluso conspirando contra Carrera, quien disolvió el Congreso el 2 de diciembre. Ambos caudillos dominaban cada uno sobre una junta de Santiago y otra de Concepción, Bernardo O'Higgins actuó así de mediador entre ambos sin conseguir cesar la hostilidad mutua de ambos caudillos. En enero de 1812 como representante de la junta sureña se entrevistó con Carrera en Santiago pero se le ofreció la firma de un tratado para lograr la paz entre ambas partes. Sin embargo, Carrera no estaba dispuesto a firmar el tratado ya que lo hubiera obligado a entregar varios de sus poderes.
La situación continuó empeorando hasta que el 24 de febrero los oficiales del batallón de Infantería de La Frontera proclamaron un acta contra la junta santiaguina por la disolución del Congreso. Cuando Carrera se enteró, publicó un manifiesto, firmado por la Junta de Gobierno, censurando a los oficiales del batallón.
El 7 de marzo en pleno Cabildo abierto la junta penquista ordenó movilizar a todas las milicias a su cargo. Se habían dado cuenta de que Carrera no firmaría el tratado ratificado por su propia junta el 12 de enero. O'Higgins fue ascendido además de teniente coronel de Milicias a teniente coronel de Ejército. Nueve días después partieron a Chillán tras enterarse de la decisión de Carrera.
Por su parte, la junta santiaguina ordenó iniciar el avance al sur el día 9 de la guarnición de la capital al mando del brigadier Juan José Carrera, llegando a Talca a finales del mes en número de 2000 hombres, menos de la mitad que sus rivales. Las fuerzas penquistas sumaban 4000 a 5000 milicianos y aunque superaban en número a las santiaguinas estas últimas tenían mejores oficiales y mejor armamento. Se proclamó que se ejecutaría a todos los separatistas sureños que alzaran las armas contra la Junta de Gobierno. En aquella época el Reino de Chile tenía 1976 regulares más 15 856 milicianos: 10 218 en la Intendencia de Santiago y 5638 en la de Concepción, lo que hace poco creíbles dichas cifras, en especial para el caso de los penquistas, ya que de ser ciertas estos hubieran movilizado la mayor parte de sus fuerzas en pocos días. Es más, los sureños estaban obligados a dejar dos mil hombres en la línea del Biobío para prevenir posibles ataques de los araucanos por lo que no podía avanzar al Maule con cuatro mil hombres como tantas veces se señala. Probablemente las fuerzas enfrentadas fueran realmente alrededor de la mitad de las nombradas. Cabe destacar que los mejores hombres de la línea de frontera penquista habían sido enviados en la Expedición Auxiliadora Chilena, compuesta por 300 infantes y 200 dragones de la Frontera.
Según fuentes de la época, muy proclives a Carrera, las penquistas en los doce días siguientes al llamado a movilización ocho mil hombres, los que subieron a 10 000 cuando partieron de Chillán al Maule dejando varias unidades de reserva en el sur en particular de infantería y artillería pues la caballería había vuelto a sus hogares en su mayoría. Según esta versión 1000 indios aliados ya habían desertado y 2100 estaban a orillas del Biobío decidiendo que hacer. Por su parte el brigadier Carrera habría tenido apenas mil hombres con que salirles al encuentro, 350 dragones y 650 lanceros milicianos, todos a caballo.
Al saber que O'Higgins con un batallón de dos mil hombres marchaba al norte, los santiaguinos enviaron un mensaje a los sureños asegurando que el envío de tropas al Maule no tenía ninguna intención agresiva contra los penquistas. Estos últimos, confiados decidieron disolver algunas unidades y dejar otras en el sur pero varios oficiales y dirigentes, entre ellos O'Higgins, no se fiaron y decidieron marchar con 1000 hombres al norte, cruzar el Maule y sorprender al brigadier Carrera y forzarlo a rendirse. La Junta de Concepción lo aprobó pero Martínez de Rozas, que prefería la vía pacífica, no.
Con Juan José en Talca encargado de las negociaciones, las inició el 17 de abril. La junta penquista se trasladó a Linares y Martínez de Rozas fue al Maule a entrevistarse con el brigadier mientras mil jinetes sureños marchan a dicho río. Por su parte Carrera se hallaba con 900 granaderos y 200 milicianos a caballo para recibirlo al norte del río (25 de abril). Durante la entrevista Martínez de Rozas expuso el motivo del conflicto y propuso continuar las negociaciones en Talca, Carrera se negó pero el sureño aceptó seguir las negociaciones. Sin embargo, no volvieron a reunirse.
Martínez fue presionado por su propia junta para reiniciar las negociaciones y el día 27 O'Higgins se ofreció a continuar con estas y entregar un mensaje de la carta al brigadier. Pero mientras las principales fuerzas militares de ambas ciudades estaban en las riberas norte y sur del Maule, hechos inesperados sucedieron en el sur y forzaron un cambio de planes.
Aprovechando aquella inestabilidad, los realistas derrocaron la junta revolucionaria en Valdivia (dependiente de Concepción) el 16 de marzo alzando a la guarnición, estimada en 1500 hombres, debido a lo cual los líderes revolucionarios celebraron un acuerdo a orillas del Maule por el cual el nuevo Congreso resolvería sus querellas mientras los caudillos regresaban a sus ciudades respectivas. Sin embargo, como ni Martínez deseaba someterse a la junta santiaguina ni Carrera darles mayor poder y representatividad a sus rivales penquistas, ambos continuaron negociando hasta mediados de mayo, momento en que ambos decidieron retirarse a sus propias ciudades.
Mas Carrera no contento con ello, minó el poder de su rival no enviando el dinero necesario para pagar las tropas de la frontera araucana o a los funcionarios públicos, así como despachando emisarios secretos que promoviesen un motín militar en Concepción. Para conseguir dinero hizo reunir los representantes de toda la provincia en una Asamblea o Congreso Provincial pero muchos de ellos se negaron a colaborar y le ofrecieron enviar al Obispo Villodres de la Arquidiócesis local a negociar con Carrera, lo que Martínez rechazó proponiendo que él mismo iría a Santiago a solucionar los conflictos con Carrera. Todo esto no hizo más que aumentar el número de detractores a su gestión.
Los esfuerzos de Carrera finalmente dieron éxito, de modo que con Rozas apresado y sustituido por autoridades leales a Santiago (8 de julio). Durante el motín, liderado por el teniente coronel Juan Miguel Benavente, se apresaron a todos los miembros de la Junta de Gobierno excepto el presidente de la misma, coronel Pedro José Benavente. Al día siguiente se anunció que la Junta quedaba cerrada y era reemplazada por una Junta de Guerra. Sin embargo, inicialmente Carrera no se fió de ellos hasta que a mediados de agosto envió un emisario para convencerlos de disolver la nueva junta y el dinero para pagarle a las tropas sureñas.
Cuando los partidarios de Martínez de Rozas intentaron derrocar la junta, el coronel Benavente, presidente de la misma, ordenó su encarcelamiento (24 de septiembre), tras esto disolvió la junta y asumió todos los poderes, declarándose Gobernador-Intendente de Concepción leal al gobierno de Santiago. Martínez fue exiliado a Ciudad de Mendoza donde murió el 16 de mayo de 1813. El Generalísimo don José Miguel Carrera quedó así como líder indiscutido de la revolución en Chile.
La guerra de independencia puede ser entendida parcialmente como un enfrentamiento entre el proyecto de la élite centralista de Santiago y la resistencia que le ofreció su par de Concepción, más resuelta en favor de la independencia. Primeramente como partidaria de su propia junta de gobierno y luego como un núcleo realista. Santiago no contó con un ejército regular hasta 1817 con la ayuda de Buenos Aires y Mendoza, pero en los comienzos del conflicto contaban principalmente con los milicianos. Concepción contaba con el apoyo inicial de las tropas profesionales del ejército colonial más las numerosas milicias provinciales en manos de la élite. Debe tenerse en cuenta que Concepción era capital de una provincia de amplia tradición militar, sede del grueso del ejército profesional y el varias fortalezas, producto de su condición fronteriza con los butalmapus (muchos gobernadores habían pasado parte importante de sus administraciones en dicha ciudad). El legado de esta estructura político-militar quedaron patentes durante el primer medio siglo de independencia, numerosos caudillos chilenos era originarios de dicha región: O'Higgins, Bulnes, Freire, Prieto, Cruz, etc. Valdivia y Chiloé, en cambio, eran enclaves semiautónomos. Aislados por las tribus araucanas, también contaran con numerosas milicias y unidades de línea.
Por su lado, en Santiago se concentraba el poder político y económico de Chile al ser la capital. Los norteños solo ganaran para sí el apoyo de la masa popular de la provincia santiaguina tras la represión indiscriminada que ejercieron los realistas tras la reconquista. Los sureños, en cambio, siempre contaron con el auxilio de las guerrillas campesinas e indígenas de la provincia penquista, los valdivianos y los chilotes. Además, ambas fuerzas estarán apoyadas por las intervenciones de fuerzas militares provenientes de las Provincias Unidas del Río de la Plata y el Virreinato del Perú, respectivamente.

## Primeras batallas

### Reacción realista
El virrey José Fernando de Abascal y Sousa planificó inicialmente enviar una poderosa fuerza de 1500 soldados, la mitad de ellos veteranos experimentados, pero viendo el caos que había en Chile y la necesidad de dichas tropas en otros frentes optó por enviar al brigadier Antonio Pareja con apenas 50 oficiales para levantar un ejército con reclutas locales. Llegaron al sur de Chile. En la isla de Chiloé y en la ciudad de Valdivia se incorporaron más de 2000 hombres (1400 chilotes y 600 valdivianos) con 20 cañones. Esta zona del sur era conocida por no encontrarse comprometida con los ideales patriotas ya que se encontraba bajo la administración directa del Virreinato.
Desembarcaron cerca de Talcahuano, donde se les unieron nuevas unidades tras derrotar a 700 u 800 milicianos capitaneados por el gobernador Rafael de la Sotta; posteriormente, entraron en la ciudad de Concepción con 2850 hombres, cuya guarnición militar, ya amnistiada, se incorporó a las tropas realistas, alcanzando los 3000. Otros hablan de 3570 infantes, 300 artilleros (operando 36 piezas de 4, 8 y 16 libras) y 250 Dragones de la Frontera del Reino de Chile al salir de esa ciudad. O'Higgins, quien tenía apenas un centenar de hombres en la urbe para combatir decidió escapar al Maule, donde Carrera organizaba el ejército patriota.
Durante su marcha al norte se incorporaron a la causa realista parte de las guarniciones del Biobío y guerreros de las tribus mapuches, aproximadamente mil hombres. El apoyo de la mayoría de estas tribus quedó garantizada para la causa realista con la influencia que ejercían sobre ellas intermediarios y oficiales de la frontera favorables a la causa realista. Con ya cerca de 2000 regulares, 2000 a 3000 milicianos y 200 artilleros más 25 cañones, Pareja en su camino a Santiago avanzó a Chillán, ciudad que se rindió sin ofrecer resistencia y en la cual se les unieron nuevas fuerzas, alcanzando así un total de 5000 a 6000 tropas de desigual calidad con las que continuó su rumbo a la capital.
En esos momentos, los realistas controlaban todo el territorio al sur del río Ñuble y los independentistas al norte del río Maule, quedando una amplia zona en sin un dueño claro donde se librarían los principales enfrentamientos de la campaña de 1813.

### Sorpresa de Yerbas Buenas
Carrera logró organizar a sus fuerzas alcanzando los 4000 tropas, aunque solo 1100 con algún valor militar (fuentes de la época hablan de 6000 a 12 000) en el norte del Maule y partió al sur al encuentro del avance realista. Sus tropas se organizaron en tres divisiones acantonadas en Talca y la orilla septentrional del Maule, formadas en su mayoría por jinetes milicianos sin instrucción militar y armados solo con lanzas. Su artillería de doce piezas se dividía equitativamente entre las divisiones. La primera división estaba al mando de Luis Carrera y se componía de tropas ultra-Maule, la segunda estaba capitaneada por Juan José Carrera y eran milicianos de Rancagua y el Maipo, y la tercera estaba bajo el comando personal del general en jefe y eran milicianos santiaguinos. El poner a sus hermanos en altos puestos militares causó fuertes conflictos entre José Miguel Carrera y la junta capitalina, algo que denotara posteriormente. Respecto de las tropas de línea, los húsares de la Gran Guardia acompañaban a José Miguel, 200 infantes del batallón Granaderos estaban con Luis y el resto de esa unidad, 400 soldados, con Juan José. Los 300 hombres de a pie que iban en el batallón Infantes de la Patria y 300 más en el Voluntarios de la Patria.
La primera batalla entre patriotas y realistas ocurrió el 27 de abril de 1813 en la localidad de Yerbas Buenas, cerca de Linares, donde 600 patriotas al mando del coronel Juan de Dios Puga atacaron al grueso del ejército del rey creyendo que era solo una patrulla, la noche jugó a favor de los independentistas pues los españoles creían que era todo el ejército chileno el que los atacaba, al amanecer de ese día los españoles se dieron cuenta de su superioridad numérica y un tercio de los chilenos murieron, incluyendo a Puga. El ejército chileno sonó la retirada hacia Talca donde fueron comandados por Santiago Bueras y en el lugar donde se le informó al general Carrera de lo ocurrido.

### Batalla de San Carlos, sitio de Chillán y victoria de El Roble

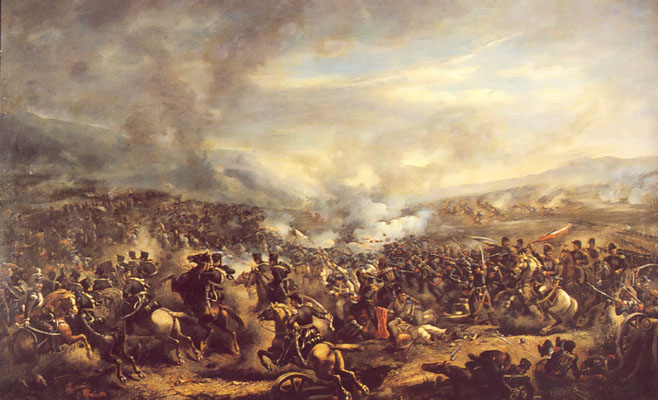
Batalla de El Roble

El 15 de mayo, el general José Miguel Carrera interceptó al ejército realista y lo venció en la localidad de San Carlos. En esos momentos Carrera pudo contar con un numeroso ejército de 10 000 unidades, pero de estas unas siete mil eran milicianos montados que le habían llegado continuamente desde el enfrentamiento en Cancha Rayada (29 de marzo) provenientes de las provincias de Santiago y gran parte de Concepción. Las tropas regulares se componían de tres batallones de infantería, un cuerpo de artilleros con 12 cañones y otros dos de caballería de línea. La falta de organización, equipos y experiencia de los independentistas eran sus principales debilidades.
Por su parte los realistas, que al llegar al Maule sumaban más de 5000 tropas después de su derrota en Linares (24 de abril) habían ido retrocediendo apresuradamente dejando rezagados a muchos de sus hombres (que luego eran capturados) mientras que otros simplemente desertaron por lo que no quedaban más de 1500 a 2000. Esto provocó el repliegue de los españoles hacia Chillán, donde el 21 de mayo murió Pareja y en su lugar asumió Juan Francisco Sánchez, quien resistió durante meses el sitio que impuso Carrera a la ciudad y que se transformó en un desastre para los patriotas ante la feroz resistencia de los realistas. En esos momentos el ejército realista había quedado reducido a cerca de 1000 hombres, un quinto de lo que habían sido, pero apoyados por numerosas guerrillas que operaban en la provincia.
Después de algunos meses, y ya levantado el sitio de la ciudad de Chillán, el 17 de octubre Sánchez atacó a los patriotas en el paso El Roble. Carrera cruzó el río Itata al verse superado por los realistas, pero O'Higgins reorganizó el ejército y se enfrentó a ellos logrando que la batalla no fuera un desastre total para los chilenos y su gesta fue reconocida por el propio Carrera:

No puedo dejar en silencio el justo elogio que tan dignamente se merece el citado O'Higgins, a quien debe contar V.E. como el primer soldado capaz en sí solo de reconcentrar y unir heroicamente el mérito de las glorias y triunfos del Estado chileno.

## Tratados, treguas y guerra civil

### Reformas administrativas
Tras la victoria patriota en Santiago, durante el 1813 la junta de gobierno se encargó de confirmar la libertad de imprenta, así como realizar el cambio de la bandera española por el estandarte tricolor, además de abrir una escuela en cada villa de 50 vecinos, fundar la biblioteca pública y el Instituto Nacional.
Para 1814, la junta presidida por Agustín Eyzaguirre, José Ignacio Cienfuegos y José Miguel Infante estaba concentrada en los esfuerzos de guerra, de modo que la misma fue trasladada a Talca y rápidamente, ante los últimos acontecimientos y el descontento que se sentía hacia el desempeño de Carrera, decretó el reemplazo del mismo por O'Higgins. El general en jefe, a pesar del temor que se poseía, no opuso resistencia y entregó el mando el 28 de enero de 1814, cuando marchó a Santiago junto con su hermano Luis, trayecto en el cual fueron sorprendidos y capturados por el ejército realista siendo llevados a Chillán.

### Campaña del brigadier Gabino Gaínza
Días después de que O'Higgins asumiera su cargo, el 31 de enero en la costa de Arauco desembarcó una nueva expedición compuesta por 800 soldados a cargo del brigadier Gabino Gaínza. Poco después, el guerrillero realista Elorreaga se apoderó de Talca, ante lo cual el pueblo de Santiago acusó lentitud a la junta de gobierno deponiéndola para nombrar director supremo del Estado al coronel Francisco de la Lastra.
Por su parte, Gaínza intentó dividir las fuerzas patriotas intentando separar a la división comandada por O'Higgins que avanzaba desde Concepción de la que comandaba por Juan Mackenna que acampaba cerca del río Itata. Atacó a O'Higgins el 19 de marzo y a Mackenna el 20, siendo repelido en ambas ocasiones. Por su parte, en Santiago se envió una fuerza de 1000 hombres a restablecer Talca al mando de Manuel Blanco Encalada, pero esta es derrotada por Elorreaga en Cancha Rayada, dejando abierto el camino a los realistas para avanzar sobre Santiago.
Entonces, los realistas pasaron a controlar todo el territorio entre el Biobío y el Maule y los republicanos apenas tenían 2000 hombres para enfrentarlos. El brigadier decidió reorganizar sus fuerzas en Chillán para dirigirse contra Santiago, al tiempo que O'Higgins intentaba llegar antes para defender la ciudad. Ambos ejércitos atravesaron el río Maule casi al mismo tiempo, Gaínza en balsas y protegido por las fuerzas en Talca, mientras que O'Higgins que atravesó el río en la noche a través de un vado. Finalmente las fuerzas patriotas lograron adelantar durante el siguiente día atrincherándose en Quechereguas, donde rechazaron a Gaínza dos veces obligándolo a retroceder el 7 y el 8 de abril.

### Tratado de Lircay
Por otro lado en un amplio espectro de lo que pasaba en el mundo las victorias de los realistas en el Alto Perú, en donde estos vencieron a los argentinos en las batallas de Vilcapujio y Ayouma, hacían temer a los patriotas chilenos que el Virrey se viese libre de enviar nuevas tropas hacía Chile, a la vez que las victorias de Wellington expulsaron a los franceses de España regresando a Fernando VII al trono, lo que permitía el envío de grandes ejércitos para reprimir a las colonias.
En aquel contexto se da la llegada a Chile del comodoro inglés James Hillyar quien había sido autorizado por el virrey del Perú para mediar entre realistas y patriotas. Ante los hechos antes descritos así como la escasez de recursos y entusiasmo hicieron que Lastra acogiera en Santiago las proposiciones de Hillyar, ordenando a O'Higgins tratar con Gaínza.
El resultado de las negociaciones fue que los patriotas reconocían a Fernando VII y la autoridad provisoria de la regencia y cortes de Cádiz, mientras que los realistas reconocían el gobierno patriota existente en Chile mientras las cortes resolviesen lo conveniente, con la promesa de evacuar las tropas del territorio chileno dentro de dos meses liberando ambas partes a los prisioneros de guerra.

### Guerra civil
Ante esta vergonzosa situación, José Miguel Carrera y su hermano Luis Carrera, que habían llegado a Santiago tras huir de Chillán, se unieron a los patriotas descontentos, quienes aumentaron en gran número ante el incumplimiento de la evacuación del territorio chileno por parte de las fuerzas del brigadier. Así, con el apoyo popular en la capital, Carrera sublevó, como las otras veces, la guarnición de la capital deponiendo al director Lastra y creando una nueva junta ejecutiva colocándose él mismo a su cabeza.
O'Higgins reaccionó a esta afrenta avanzando con el ejército del sur para restaurar a Lastra, pero después de un combate indeciso al norte del río Maipo llegó la noticia de que llegaba a las costas de Talcahuano un nuevo ejército realista enviado por el virrey Abascal, quien desaprobaba el convenio de Lircay y exigía la rendición incondicional de los patriotas, siendo el ejército de 5000 hombres liderado por el coronel Mariano Osorio.
Ante este nuevo escenario los dos líderes patriotas se unieron para enfrentar la amenaza común más solo poseían alrededor de 4000 hombres inferiores en armamento y disciplina, que además recelaban entre sí debido a los hechos ocurridos hasta hace poco, la nueva Junta de Gobierno los puso al mando de Carrera con la misión de forzar al enemigo a retroceder al sur del Maule y establecer ahí una nueva línea defensiva.

### Desastre de Rancagua

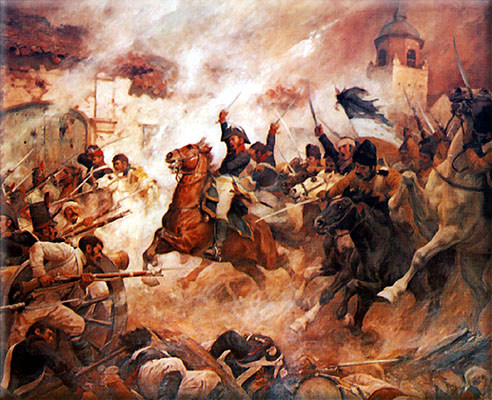
Carga de O'Higgins en la Batalla de Rancagua, de Pedro Subercaseaux

Las fuerzas patriotas decidieron dividirse y resistir en Rancagua; mientras Bernardo O'Higgins y Juan José Carrera se refugiaron en la ciudad con la mitad del ejército, José Miguel Carrera se situó al norte en retaguardia con el resto de las fuerzas. O'Higgins hizo levantar barricadas de adobes en las cuatro calles que daban la entrada a la plaza principal, de modo que los patriotas se atrincheraron en la misma a esperar a los realistas resistiendo durante el día entero a las fuerzas de Osorio.
Al día siguiente, los realistas cortaron el agua de las acequias y prendieron fuego a las casas para abrirse paso hacia la plaza. Por su parte, los patriotas resistieron esperando el auxilio del general Carrera, que no se decidió a atacar considerando que el esfuerzo sería ineficaz. Al ver la acción de José Miguel Carrera y ya cuando quedaban a penas 300 hombres de los 2000, los hombres en la plaza de Rancagua decidieron cargar a caballo sable en mano antes de ser capturados, de modo que rompiendo las filas enemigas cargando contra los realistas para escapar.

### Emigración a Mendoza
Tras el desastre de Rancagua los patriotas en Santiago decidieron intentar escapar de los realistas de modo que muchos partieron a sus posesiones en el campo, mientras el grueso de los patriotas decidió emprender la penosa marcha a Mendoza a través de la cordillera de los Andes, dejando atrás a Santiago a la merced de las fuerzas de Osorio. Aunque inicialmente Carrera planeó resistir en el Norte Chico pero terminó por sumarse a la marea de fugitivos. Sin embargo, estos planes a juicio de todos eran irrealistas. Osorio lo sabía también y simplemente envió al coronel Elorreaga, quien ocupó sin resistencia La Serena a finales de noviembre, iniciándose la inmediata persecución de los sospechosos de haber sido afines a la insurrección. Para ocupar Copiapó, el coronel solo dio la orden al comandante Leandro Castilla de ir con un pequeño destacamento a la ciudad, entrando en ella en los últimos días de 1814.
Un batallón de Auxiliares Argentinos, que había colaborado en la lucha contra la invasión realista, al mando del coronel Juan Gregorio de Las Heras, escoltó al gobierno, unos 700 soldados y gran cantidad de civiles hacia Mendoza. Algunos estiman en dos mil a tres mil almas. Otros oficiales, como Ramón Freire Serrano, llevaron sus fuerzas hacia el sur de Mendoza.
Carrera seguía considerándose el jefe de gobierno de los chilenos, pero San Martín, aconsejado por O’Higgins, lo expulsó y puso a las tropas emigradas —unos 700 hombres, 400 de las fuerzas de Carrera y 300 de las de O'Higgins— bajo las órdenes de Marcos Balcarce. Muchos de estos soldados chilenos desertaron y regresaron a sus hogares en el verano, mientras que otros se unieron a las fuerzas argentinas en la capital. El resto de las tropas permaneció en Cuyo, donde posteriormente se incorporarían al Ejército de los Andes. Una de las razones de este hecho que ambos comandantes patriotas discutían sobre que hacer: en mayo de 1815 Carrera proponía cruzar los Andes por los boquetes cordilleranos del río Claro durante el invierno para avanzar sobre Curicó o Talca para atacar la capital y, de ser necesario, refugiarse en Coquimbo o atacar directamente esta última provincia desde San Juan lo que otros oficiales consideraban impracticable O'Higgins en cambio, se mostró más partidario de las ideas de San Martín de reunir, entrenar y equipar un numeroso y poderoso ejército para, a su tiempo, recuperar Chile para las armas independentistas.
Por su parte Osorio decidió no intentar cruzar el macizo andino aún poseía un ejército de 6000 hombres (y se estima que en Chile se podían movilizar 30 000 milicianos) y los rioplatenses no tenían manera de oponérsele. La mayoría de sus tropas estaban en el Litoral luchando contra el rebelde José Gervasio Artigas o en el Alto Perú con el Ejército del Norte. Pudo fácilmente invadir San Juan y Mendoza en la primavera, aprovechando la pausa que daba el invierno a la guerra, pero el comandante peninsular prefirió asegurar el territorio (todavía muy inestable) y podía ser fácilmente detenido por los republicanos en los estrechos pasos cordilleranos.

## Reconquista

### Plan continental de San Martín

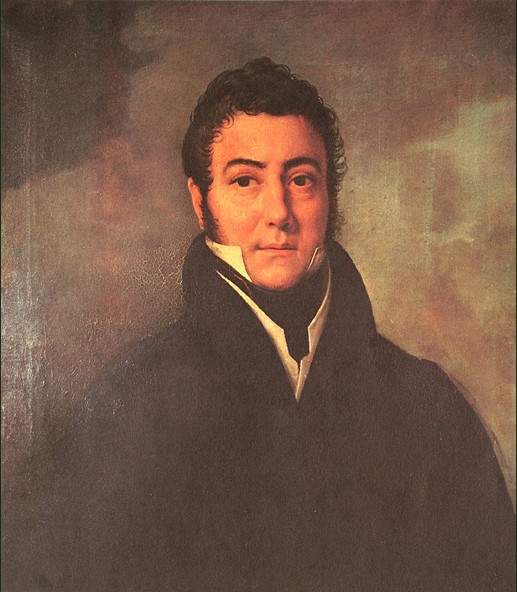
El general José de San Martín, líder de la campaña libertadora y libertador de Chile y Perú.

El gobernador intendente de la Provincia de Cuyo, José de San Martín, había sido poco antes comandante del Ejército del Norte, que luchaba contra los realistas del Alto Perú. Allí había llegado a la conclusión de que sería muy difícil conquistar el Alto Perú y el Perú avanzando por tierra, tanto por razones geográficas como étnicas. El corazón de la resistencia realista estaba en Lima, desde donde el virrey Abascal había coordinado las operaciones militares, incluidas las reconquistas del Alto Perú, del sur del Perú y de Chile.
Tomando la idea de los antiguos proyectos británicos de conquista de América del Sur, o bien, como sostienen algunos historiadores, por orden de autoridades militares británicas, San Martín ideó llegar a Lima por mar, partiendo desde Chile. Esa parece haber sido la verdadera razón de su abandono del Ejército del Norte y de su pedido de ser nombrado gobernador de Cuyo.
Pese a que la idea pareció destinada al abandono debido a la invasión realista de Chile, San Martín se aferró a su «plan continental», solo que la nueva situación lo obligaba a reconquistar Chile en primer lugar. Por ello reforzó los recursos militares de su provincia, e incorporó a los oficiales y las tropas chilenas a los mismos: en noviembre de 1814, el director Supremo creó en Mendoza el Batallón N.º 11 de Infantería, sobre la base de los Auxiliares Argentinos remanentes, con el teniente coronel Las Heras como comandante. Este cuerpo sería transformado en regimiento en enero de 1816, y Las Heras ascendido a coronel. Se planeaba, según la idea propuesta por O'Higgins, organizar un ejército poderoso de regulares y milicianos, esperaban reunir 4000 infantes y 2000 jinetes y artilleros (al final las tropas sanmartinianas eran tres a cuatro mil cuyanos a los que se sumaban exiliados chilenos).
Antes de finales de 1814, se incorporaron a las fuerzas de Cuyo dos compañías del Batallón de Castas y 50 artilleros con 4 cañones, al mando del capitán Pedro Regalado de la Plaza. Otros refuerzos fueron llegando en los meses siguientes, con la misión de evitar una posible invasión realista desde Chile.

### El Ejército de los Andes y las guerrillas de Manuel Rodríguez
En agosto de 1815, San Martín dispuso una leva de "vagos" y voluntarios en Mendoza y San Juan. Al mes siguiente se incorporaron dos escuadrones de Granaderos a Caballo, que habían participado en la guerra civil en la Banda Oriental  y que fueron aumentados con gauchos de San Luis. En diciembre de 1815, informaba al gobierno que disponía de 5887 hombres, incluidos 1543 soldados de línea y el resto milicianos. La fuerza que empezaba a reunirse se conformaría principalmente de rioplatenses más una minoría de chilenos exiliados, un tercio serían esclavos comprados a la fuerza por el gobierno de Buenos Aires a sus dueños con la promesa de pagarlos una vez acabada la guerra, el resto venían de levas forzadas en el Cuyo y otras zonas gobernadas aún por el Directorio.
San Martín encargó al fraile Luis Beltrán —que contaba con 700 hombres a sus órdenes— la fabricación de pólvora, armamentos, municiones y uniformes.
San Martín envió a Chile a José Antonio Álvarez Condarco, director de la fábrica de pólvora, con la excusa de llevar un mensaje, pero este aprovechó el viaje para realizar un plano muy detallado de los pasos de los Andes.
El 1 de agosto de 1816, el Director Supremo de las Provincias Unidas del Río de la Plata, Juan Martín de Pueyrredón, decretó que el nombre de la fuerza fuera "Ejército de los Andes", designando como su general en jefe a San Martín, al que el Congreso de Tucumán ascendió al grado de Capitán General, con las facultades políticas y militares necesarias. San Martín delegó el mando político de Cuyo en el coronel Toribio de Luzuriaga y se instaló con su Ejército en Campamento del Plumerillo, en las cercanías de Mendoza, con el brigadier Miguel Estanislao Soler como jefe de Estado mayor.
Pueyrredón envió al nuevo ejército toda la ayuda que pudo, incluyendo refuerzos militares, dinero, alimentos, armas, uniformes y municiones en gran cantidad. No obstante, su obstinación en aplastar la resistencia de los federales, especialmente en la provincia de Santa Fe, no le permitió enviar más tropas al frente de los Andes, ya que las necesitó para continuar la guerra civil.
El capitán general Casimiro Marcó del Pont conocía los planes de San Martín, que era consciente de que nunca podría llevar hasta Chile un ejército tan numeroso como el de su enemigo. Por ello buscó dividir sus fuerzas, haciéndole creer alternativamente que iba a invadir por el sur o por el norte del país.
Cómo declaraba en 1815 O'Higgins los realistas habían dividido sus tropas: 200 hombres en Coquimbo, 300 por la costa entre Valparaíso y San Antonio, 500 en el valle del Aconcagua y pasos cordilleranos cercanos hasta el río Claro, 2000 en Santiago, 500 en Concepción, 100 en Talcahuano y Penco, 150 en Chillán, 100 en Arauco y 150 en Los Ángeles y otros fuertes de La Frontera. En total 4000 tropas activas, aunque se señala que las provincias podían movilizar gran número de milicianos a caballos. De hecho, algunos historiadores elevan al ejército realista en 7000. Por su parte, sobre las fuerzas de las Provincias Unidas se considera que en Buenos Aires se concentraban 6000 regulares veteranos de todas las armas más 8000 reclutas en proceso de entrenamiento y organización y 6000 milicianos bien armados y experimentados. En la Intendencia de Cuyo había 3000 fusileros y un gran pero indeterminado número de milicianos a caballo. Se incluyen entre los primeros un regimiento de chilenos exiliados ahí. En cuanto al Ejército del Norte que operaba en la Intendencia de Córdoba del Tucumán sumaba una tropa de 7000 hombres bien armados y entrenados. Aunque en esos momentos se esperaba el envío de 2000 refuerzos y 3000 fusiles apoyar la ofensiva la posterior batalla de Viluma terminó con las esperanzas de éxito en dicho frente. Frente a las amenazas que afrontaban estaban, además de los 4000 hombres de Osorio, las fuerzas realistas del Paraguay (3000 regulares más una numerosa milicia) y del Alto Perú (3000 hombres al mando de Joaquín de la Pezuela). Además estaban los federalistas de Artigas en la Banda Oriental (4000 veteranos) en guerra con el Directorio.
Sin embargo, entre las fuerzas realistas había una fuerte falta de equipos (incluso entre los regulares) y de caballos, ya que muchos de estos se habían muerto en los años previos de guerra.
San Martín se esforzó en conservar un trato amistoso con los caciques pehuenches del sur mendocino, que dominaban los pasos cordilleranos. Sostuvo con ellos un gran parlamento, solicitándoles permiso para cruzar sus tierras hacia Chile, lo que fue aprobado por los caciques. Uno de los jefes indígenas llevó a Chile esa noticia, que pareció confirmar a Marcó del Pont su creencia de que el esperado ataque se produciría por el sur. Las fuerzas realistas en Chile se mantuvieron divididas hasta muy poco antes de la invasión de San Martín.
Por otro lado, algunos activistas mantuvieron en continua alerta al ejército realista por todo el territorio chileno. El más destacado de ellos era un exoficial del partido de los Carrera, Manuel Rodríguez Erdoíza, que recorrió el centro y el sur del país atacando poblaciones, causando desgastantes alarmas en las fuerzas realistas y lanzando panfletos contra el gobierno. También sirvió como espía a favor de San Martín, y como correo entre este y los patriotas chilenos.
Este notable conjunto de estrategias indirectas para obtener ventajas antes del combate decisivo fueron llamadas Guerra de Zapa. Estas montoneras distraerán a los realistas de hacer preparativos para defenderse de San Martín o hasta para atacar el Cuyo, su momento de mayor esplendor fue entre 1816 y 1817 en la zona entre Santiago y Talca. A pesar de la fama y dedicación posterior demostrada por la cultura popular e historiadores, las guerrillas de Rodríguez fueron pequeñas, más similares a partidas de bandoleros como había sido José Miguel Neira que a una verdadera insurrección popular. Los famosos Neirinos llegaron a ser 60 bandoleros en su época dorada. Operativas primero en el valle de Colchagua, nunca pasaron de los dos centenares de hombres, pero suficientes para realizar acciones que generaron alarma en el gobernador Marco del Pont y dispersar a 3000 hombres entre el Aconcagua y el Maule. Sus principales acciones buscaban fomentar el odio de la población local contra los españoles, provocar la deserción de los chilotes del ejército realista e inquietar a las autoridades coloniales. Muchos de estos guerrilleros se integraron posteriormente a los Húsares de la Muerte. Rodríguez se volvió un caudillo de gran prestigio y autoridad.

### Cruce de los Andes
Formaban la infantería del Ejército de los Andes 9 jefes, 124 oficiales y 2795 soldados, de los siguientes batallones: N.º 8, al mando de Ambrosio Crámer; N.º 11, bajo el mando de Juan Gregorio de las Heras; N.º 7, al mando de Pedro Conde y el batallón N.º 1 de Cazadores, al mando de Rudecindo Alvarado. La caballería estaba formada por 4 jefes, 55 oficiales y 742 soldados del Regimiento de Granaderos a Caballo, comandando por José Matías Zapiola. La artillería estaba servida por un regimiento 16 oficiales y 241 soldados comandados por Pedro Regalado de la Plaza.
El 6 de enero de 1817, el Ejército de los Andes se puso en marcha desde el Campamento del Plumerillo con 14 jefes, 195 oficiales y 3778 soldados. Además, formaban como auxiliares unos 1200 milicianos encargados de las mulas de repuesto y del transporte de la artillería, y 120 barreteros de minas, 25 baquianos y 47 miembros de sanidad. El estado Mayor estaba conformado por 40 personas. En total, 3987 oficiales y soldados entrenados por más de dos años y apoyados por un personal de mantenimiento de 1392 hombres; otras fuentes hablan de 5423 personas, incluyendo a los jefes, con 10 600 mulas de silla y carga, 1600 caballos, 700 reses y 16 piezas de artillería (cañones y obuses).
En total el Ejército de los Andes se componía de más de 5000 hombres (4000 eran combatientes). De estos, tres a cuatro mil eran cuyanos más el aporte de chilenos exiliados en Mendoza. La tropa incluía 3000 negros y mulatos esclavos y libertos (un millar de ellos destinados a la caballería). Aunque algunos autores han menospreciado el aporte de los chilenos y negros al ejército sanmartiniano.
El estandarte que acompañó a las tropas del ejército fue la Bandera del Ejército de los Andes, que contenía un escudo argentino sobre fondo azul y blanco. Esa bandera es la actualmente adoptada por la provincia de Mendoza.
El Ejército se dividía en seis columnas, que pasarían por seis pasos distintos. Dos columnas reunían la mayor parte del ejército, mientras las otras cuatro eran mucho menores, y su misión era confundir a Marcó del Pont sobre el verdadero lugar por el que cruzaría el grueso del Ejército.
- Por el Paso de Come-Caballos, en La Rioja, avanzaron 130 soldados al mando de Francisco Zelada y Nicolás Dávila, acompañados por 200 milicianos. Su misión era ocupar la Provincia de Coquimbo, en particular la ciudad de Copiapó en nombre del Estado de Chile, por lo que los emigrados chilenos que los acompañaban llevaban la bandera chilena. Alcanzaron su objetivo sin combatir.
- Por el Paso de Guana, en San Juan, cruzaron 200 hombres para tomar la ciudad de La Serena y el puerto de Coquimbo, al mando del teniente coronel Juan Manuel Cabot,[121] pasando por Talacasto, Pismanta y el paso de Agua Negra. El 6 de febrero sorprendieron a una guardia realista, y días después se interpusieron entre Coquimbo y Santiago. Las autoridades de La Serena, escoltadas por una guarnición de 100 hombres, se retiraron hacia el río Limarí, en cuyas orillas fueron alcanzados por las fuerzas patriotas e intervinieron en dos pequeños combates, Barraza y Salala. Cabot tomó posesión de Illapel y La Serena el 25 de febrero.
- Por el Paso del Portillo se desplazaron 55 hombres al mando del capitán José León Lemos, con una misión puramente distractiva.[122] Pese a que no lograron capturar a la partida que los avistó en San Gabriel, cumplieron su misión y se incorporaron a la fuerza principal.
- Por el Paso del Planchón cruzaron 100 hombres del ejército –80 infantes montados y 20 jinetes con 3 oficiales– y un grupo de emigrados chilenos voluntarios, al mando del teniente coronel Ramón Freire.[123] Intentando convencer a los realistas de que eran la avanzada del grueso del ejército invasor, lograron una victoria cerca de Talca. Aunque no pudieron perseguir a los derrotados por el mal estado de los caballos de la expedición, Freire lograría capturar casi 2000 hombres. Marcó del Pont envió a su encuentro unos 1000 soldados, que no pudieron regresar a tiempo a Santiago al saberse que el avance del Ejército se producía por el norte de Santiago.
- El 17 de enero de 1817 iniciaron 3200 hombres el avance por el paso de Los Patos. El cuerpo estaba formado por la vanguardia al mando del brigadier general Estanislao Soler, el centro al mando del brigadier Bernardo O'Higgins, la escolta de granaderos al mando del alférez Mariano Necochea y la retaguardia al mando del teniente coronel Pedro Regalado de la Plaza, que conducía la maestranza del ejército. Las avanzadas de Soler lograron una pequeña victoria en Achupallas,[124] y poco después otra en Las Coimas. El 8 de febrero ingresaron en San Felipe. El día 9 fue reconstruido el puente sobre el río Aconcagua y el comandante Melián avanzó con un escuadrón de granaderos hacia el oeste.
- El avance por el Paso de Uspallata se inició el 18 de enero. Por esa ruta viajaban 800 hombres al mando del brigadier Las Heras, y el mayor Enrique Martínez, junto con casi toda la artillería y el parque, dirigidos por fray Luis Beltrán. Tras ser derrotadas sus avanzadas en los combates de Picheuta y Potrerillos, vencieron a la avanzadilla realista en Guardia Vieja.[125] Llegaron a la ciudad de Los Andes el día 8 de febrero, tras un retraso de dos días ordenado por San Martín.

El 9 de febrero, ambas columnas se reunieron en el campamento de Curimón, cerca de la villa de Los Andes. Desde allí enviaron partidas exploratorias, que confirmaron que los realistas los esperaban en la Hacienda de Chacabuco. El ataque de múltiples columnas coordinadas sumado a las desinformaciones de agentes y el accionar de las montoneras impidieron la agrupación de las fuerzas realistas.

### Victoria de Chacabuco

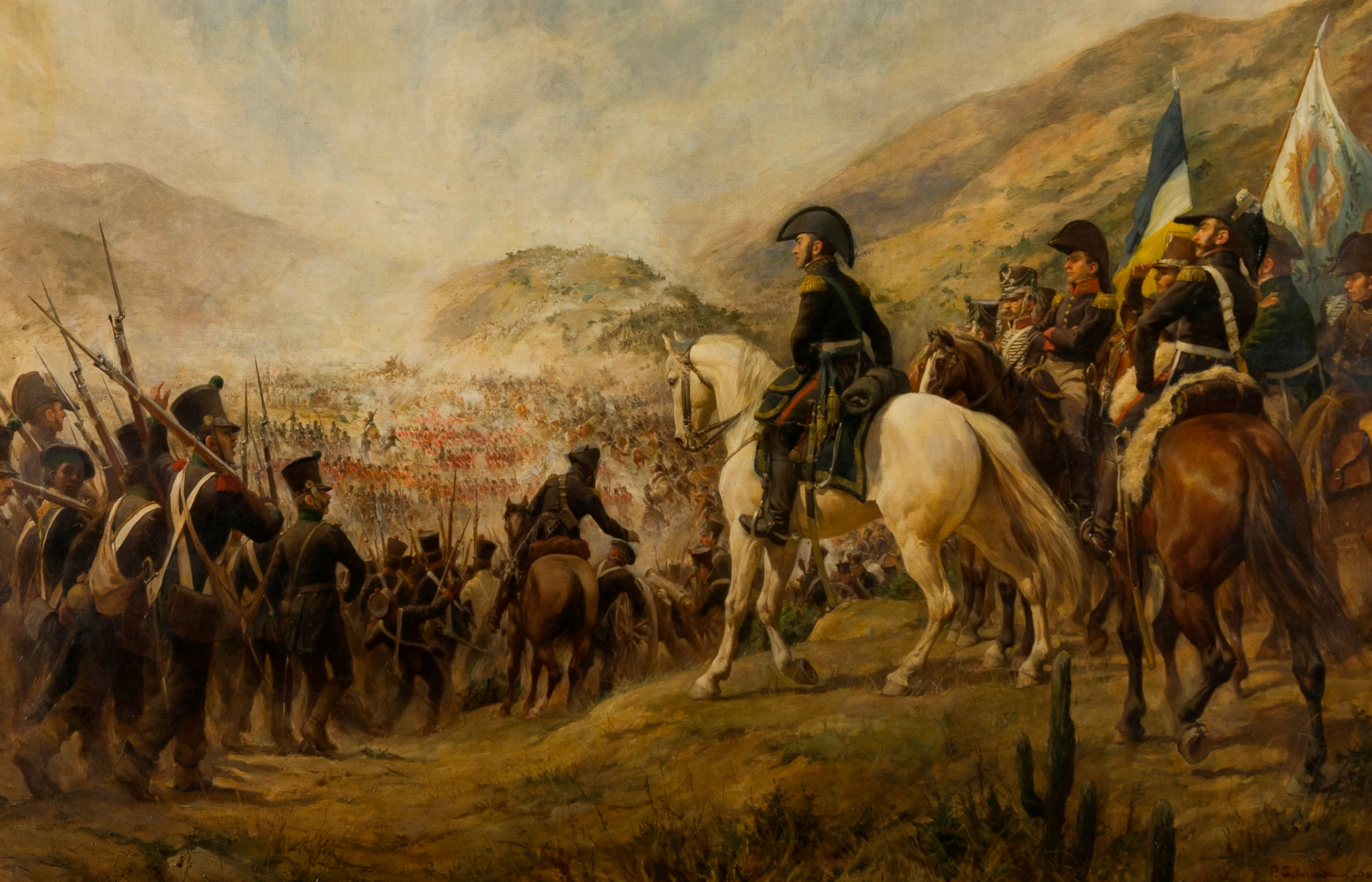
La Batalla de Chacabuco, según el óleo de Pedro Subercaseaux.

Debido a la dispersión de sus fuerzas, a Marcó del Pont se le hizo muy difícil reunir un ejército, el que finalmente sería de 1500 hombres, puesto a último momento al mando de Rafael Maroto.
San Martín dividió a las tropas disponibles en dos con el fin de emplear una táctica de pinzas por el frente y la retaguardia:
- La 1.ª División o ala derecha al mando de Miguel Estanislao Soler que debía atacar por el oeste, estaba compuesta por los batallones N.º 1 de Cazadores y N.º 11, las compañías de Granaderos y Cazadores de los Batallones N.º 7 y N.º 8, el escuadrón N.º 4 de Granaderos, el escuadrón escolta del general en jefe y siete piezas de artillería de 4" con 80 artilleros de dotación. Ascendía el total de esta columna a 2100 hombres.
- La 2.ª División o ala izquierda al mando de Bernardo O'Higgins debía atacar por el este; estaba formada por las compañías de fusileros de los batallones 7 y 8, los escuadrones restantes 1.º, 2.º y 3.º de Granaderos a caballo y 2 piezas de artillería de 4" con el resto del batallón de artillería. Ascendía el total de esta columna a 1500 hombres.[127]

La batalla de Chacabuco comenzó en la madrugada del 12 de febrero. El plan de ataque de San Martín, consistente en dos asaltos simultáneos desde el oeste y el norte, fue alterado por O'Higgins, que atacó de frente antes de la llegada de la columna al mando de Soler. El ataque fue detenido por una eficaz defensa realista, hasta que San Martín logró reagrupar los hombres de O'Higgins con la reserva y lanzar un nuevo ataque. Con la carga de la división de Soler, después de unas tres horas de combate, la batalla terminó con una aplastante victoria patriota. Los realistas sufrieron la pérdida de 600 muertos y 500 prisioneros, más toda la artillería, y los patriotas tuvieron 130 muertos y 180 heridos.
Poco después de finalizar la batalla, San Martín dio cuenta de la victoria:

En veinticuatro días hemos hecho la campaña; pasamos la cordillera más elevada del globo, concluimos con los tiranos y dimos libertad a Chile. José de San Martín.

Posteriormente el general dirigió al Director Supremo argentino Pueyrredón el parte oficial de la jornada:

Excelentísimo Señor:

Una división de mil ochocientos hombres del ejército de Chile acaba de ser destrozada en los
llanos de Chacabuco por el ejército de mi mando en la tarde de hoy. Seiscientos prisioneros
entre ellos treinta oficiales, cuatrocientos cincuenta muertos y una bandera que tengo el honor
de dirigir es el resultado de esta jornada feliz con más de mil fusiles y dos cañones.
La premura del tiempo no me permite extenderme en detalles, que remitiré lo más breve que
me sea posible: en el entretanto, debo decir a V. E., que no hay expresiones como ponderar la
bravura de estas tropas: nuestra pérdida no alcanza a cien hombres.

Estoy sumamente reconocido a la brillante conducta, valor y conocimientos de los señores
brigadieres don Miguel Soler y don Bernardo O’Higgins.

Dios guarde a V. E. muchos años. Cuartel general de Chacabuco en el campo de batalla, y 13 de febrero de 1817.
Excelentísimo supremo director del Estado.
José de San Martín

El 14 de febrero de 1817 el Ejército de los Andes entró en Santiago. Al tiempo de la fuga de Marcó del Pont se reunió la asamblea y fue elegido presidente interino don Francisco Ruiz Tagle. Los concurrentes declararon por aclamación que la voluntad unánime era nombrar a José de San Martín gobernador de Chile con omnímoda facultad, y así lo hicieron constar en el acta que se levantó y todos firmaron ante escribano público. El general fiel a sus instrucciones y a su plan político, se negó a aceptar el mando que se le ofreció, y convocó por intermedio del Cabildo una nueva asamblea popular a que concurrieron 210 vecinos notables. El auditor del ejército de los Andes, Dr. Bernardo de Vera y Pintado, reiteró públicamente la renuncia de San Martín, y fue aclamado en el acto el general O’Higgins Director Supremo del Estado de Chile, declarando Vera que la elección era del agrado del General San Martín. El nuevo Director nombró por ministro del interior a Miguel Zañartu, carácter entero y decidido partidario de la alianza chileno-argentina, y en el departamento de guerra y marina al teniente coronel José Ignacio Zenteno, secretario de San Martín. Su primer acto de gobierno, el 17 de febrero de 1817, fue dirigirse al pueblo en una proclama:

Ciudadanos: elevado por vuestra generosidad al mando supremo de que jamás pude considerarme digno es una de mis primeras obligaciones recordaros la más sagrada que debe fijarse en vuestro corazón. Nuestros amigos los hijos de las Provincias del Río de la Plata de esa nación que ha proclamado su independencia como el fruto precioso de su constancia y patriotismo acaban de recuperaros la libertad usurpada por los tiranos. Estos han desaparecido cargados de su vergüenza al ímpetu primero de un ejército virtuoso y dirigido por la mano maestra de un general valiente experto y decidido á la muerte ó á la extinción de los usurpadores. La condición de Chile ha cambiado de semblante por la grande obra de un momento en que se disputan la preferencia el desinterés mérito de los libertadores y la admiración del triunfo. ¿Cuál deberá ser nuestra gratitud á este sacrificio imponderable y preparado con los últimos esfuerzos de los pueblos hermanos?. Vosotros quisisteis manifestarla depositando vuestra dirección en el héroe. ¡Oh! si las circunstancias que le impedían aceptar hubiesen podido concillarse con vuestros deseos yo me atrevería á jurar la felicidad permanente de Chile. Pero me cubro de rubor cuando habéis sustituido mi debilidad á la mano fuerte que os ha salvado. Instruíos de los antecedentes que vosotros mismos habéis formado para esta elección y os uniréis á mis sentimientos. Los de la unidad y concordia deben inflamar el espíritu de los Chilenos. Un olvido eterno de esas mezquinas personalidades que por sí solas son bastantes á hacer la ruina de los pueblos. Yo exijo de vosotros aquella confianza recíproca sin la cual el gobierno es la impotencia de la autoridad ó se ve forzado á degenerar en despotismo. No perder los laureles adquiridos con tantos sacrificios. Resolverse á no existir antes que dejarse oprimir otra vez del bárbaro español que perezca el último ciudadano en la defensa del precioso suelo en que vio la primera luz un reconocimiento eterno á sus libertadores un amor á la patria que sea el distintivo de todo Americano un zelo activo por la justicia y el honor un odio irreconciliable á los maquinadores de nuestra esclavitud he aquí los sentimientos de vuestro director y los que han de hacer vuestro carácter si hemos de ser libres. Cooperad y seréis el ejemplo de la gratitud el terror de la tiranía y la envidia de la paz.
Santiago, 17 de febrero de 1817.

BERNARDO O'HIGGINS
Miguel Zañartu, Secretario.

O'Higgins en su carácter de director supremo del Estado de Chile, confió en San Martín la creación del Ejército Unido Libertador de Chile, una agrupación militar formada por las unidades del "Ejército de los Andes" más nuevas formaciones chilenas que se debían crear y entrenar. Como auditor del Ejército fue nombrado Bernardo de Monteagudo.
Se iniciaba el periodo conocido como la Patria Nueva.
A los pocos días de asumir como director supremo, O'Higgins envió al bergantín Águila, capturado en el puerto de Valparaíso, a rescatar a los patriotas desterrados en Juan Fernández.
El nuevo director supremo dirigió la atención del ejército contra las fuerzas realistas que actuaban en la región del río Itata. Poco después, el Ejército Unido comenzó una rápida marcha hacia el sur de Chile.

## Patria Nueva

### Campaña del Sur
Según Bartolomé Mitre en su Historia de San Martín el general rioplatense habría cometido el error de no atacar al enemigo en la noche que siguió a Chacabuco, permitiéndole reorganizarse. Tampoco persiguió a la tropa que se retiraba a Valparaíso, a pesar de que O'Higgins le había aconsejado bloquear el camino que llevaba a Quillota. El no acabar con los fugitivos ni con los ocultos en los cerros cercanos ha sido considerado un fallo en el plan del Libertador, más de 1600 realistas pudieron evacuar a Perú para volver en la expedición de Osorio y/o combatiendo posteriormente a la Expedición Libertadora del Perú. Sostienen algunos historiadores que aquello impidió que Chacabuco fuera la batalla decisiva de la guerra de independencia chilena. Sin embargo, el mayor descuido de San Martín fue ignorar los consejos que O'Higgins venía dándole desde sus negociaciones con el Directorio de Buenos Aires, es decir, avanzar inmediatamente sobre Concepción -ciudad, como ya se ha dicho, de larga tradición militar- sin darle tiempo a las tropas realistas que allí se habían retirado para reorganizarse. Esto permitió a los monárquicos atrincherarse en Talcahuano y formar numerosas guerrillas en el sur chileno capaces de hostigar a tal punto a las fuerzas del naciente Estado que no podrá lanzar la campaña al Perú sino hasta 1820.
En marcha hacia Concepción, Las Heras fue atacado el 4 de abril en Curapaligüe, muy cerca de esa ciudad, por una fuerza realista enviada desde la ciudad por el general José Ordóñez. La victoria patriota obligó a los realistas a retirarse.
En un primer momento se pensó sitiar las ciudades de Concepción y Talcahuano, pero Las Heras —consciente de su inferioridad numérica frente a los realistas comandados por Ordóñez— pidió refuerzos a O’Higgins, que partió en su ayuda a mediados de abril, al frente de 800 hombres.
El 5 de mayo, las tropas de O'Higgins y Las Heras fueron atacadas por el propio Ordóñez en el Cerro Gavilán. Los agresores fueron derrotados y se vieron obligados a evacuar Concepción, encerrándose en el puerto fortificado de Talcahuano.
Tras varios meses en que los realistas permanecieron sitiados, O'Higgins pretendió asaltar Talcahuano. Organizada y dirigida por el general francés Miguel Brayer, la operación fracasó por completo, sufriendo los atacantes graves bajas.
Empiezan a aparecer guerrillas formadas por indios y milicias de Chillán, Rere, Nacimiento y el Laja que hostigan a los patriotas.

### Segunda Invasión de Osorio
El virrey Pezuela envió 3262 hombres a Talcahuano, al mando de Mariano Osorio, vencedor de Rancagua. Allí se unió a Ordóñez, que había resistido cerca de nueve meses los ataques independentistas en Talcahuano con 1600 hombres. Lo más probable es que los realistas en aquellos momentos no tuvieran más de nueve mil hombres en Chile: 4000 soldados traídos desde Perú por Osorio, 2000 atrincherados en Talcahuano a cargo de Ordóñez, 1000 en Valdivia y 2000 en Chiloé. Sin embargo, estaban demasiado distantes entre sí, incapaces de ayudarse mutuamente a tiempo, un problema común sucedido a todos los ejércitos realistas en América. Las fuerzas de Osorio y Ordónez no podía contar con los chilotes y valdivianos por lo que deberían avanzar solas al norte para tomar Santiago como en 1814. Aunque se ha llegado a hablar de que las tropas que participaron de la ofensiva llegaban a las 7000 por las cifras anteriormente presentadas y la necesidad de dejar guarniciones en Concepción, Talcahuano y otras urbes a su paso su número probablemente no superaba las 5000.
Mientras San Martín reclamó entonces a O'Higgins que se reuniera con él en el río Maule, mientras la población civil de Concepción abandonaba la ciudad. O'Higgins ordenó una táctica de tierra arrasada, hasta cincuenta mil personas, familias completas con sus ganados y todo lo que podían cargar debieron migrar al norte, todo lo que quedaba atrás era incendiado. El ejército reunido por ambos, el Ejército Unido sumaban 9000 hombres (4100 del de los Andes y 4700 del de Chile) de las que unos 8000 participaron del inicio de la campaña.
O’Higgins levantó el asedio y se retiró a Talca, donde aprobó el Acta de Independencia de Chile, fechada el 12 de febrero de 1818, al año exacto de la batalla de Chacabuco.

### Sorpresa de Cancha Rayada
A poco de reunirse las divisiones del Ejército patriota, el general Ordóñez convenció a Osorio de atacar el campamento patriota en la noche del 19 de marzo de 1818. La batalla de Cancha Rayada fue una victoria de los realistas, que consiguieron dispersar por completo a las fuerzas patriotas.
Cuando la noticia de la derrota llegó a Santiago, la desmoralización fue general y se llegó a pensar en una segunda edición de la derrota de Rancagua. En ese momento apareció en Santiago el coronel Manuel Rodríguez, que asumió momentáneamente el gobierno; poco después lo reasumió O’Higgins, herido en Cancha Rayada.
Pronto se supo que el desastre no había sido completo: las bajas realistas habían sido mayores que las de los patriotas, y muchas fuerzas del Ejército Unido –especialmente unos 1500 hombres conducidos por Las Heras– habían podido retirarse en orden. Con ayuda de Beltrán, San Martín reequipó y reorganizó el ejército. Apenas quince días más tarde estuvo en condiciones de dar batalla nuevamente.

### Victoria de Maipú

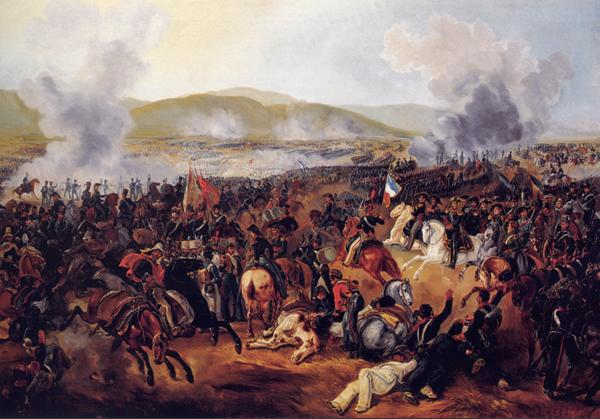
La Batalla de Maipú.

El 5 de abril en los llanos de Maipú, a unos 10 km al sur de Santiago, se enfrentaron 5000 realistas con 12 piezas de artillería contra 5000 patriotas con 21 piezas de artillería. San Martín organizó su ejército en una posición elevada esperando el ataque español.
La batalla se inició con el fuego de la artillería patriota de Manuel Blanco Encalada, seguido de la carga general de las tropas de San Martín. Los españoles parecían estar triunfando cuando San Martín lanzó la reserva en una dirección oblicua, una acción que revirtió la situación. Los Granaderos a Caballo apoyaron a Las Heras, que barrió la posición realista.
Tras la huida de Osorio, el resto del ejército realista, dirigido por Ordóñez, se refugió en la hacienda de Lo Espejo. Hasta allí lo fue a buscar el general Las Heras, apoyado por unos 1000 hombres que acababa de llevar O'Higgins –aún herido– desde Santiago. La artillería patriota completó la masacre de los realistas hasta que Ordóñez decidió finalmente rendirse.
Apenas terminada la batalla, San Martín y O'Higgins se encontraron en el Abrazo de Maipú. El ejército realista había perdido 2000 muertos y 2463 prisioneros, contra 1000 bajas patriotas, entre muertos y heridos. Fue la batalla más sangrienta de las guerras de independencia de la Argentina y de Chile. Osorio se retiró como pudo con mil hombres bajo el acoso constante de la caballería independentista hasta Concepción.
Tras la victoria rebelde en Maipú, el virrey del Perú se preparó para enviar una nueva expedición a Chile. El 4 de mayo se tomó la decisión en una reunión con sus generales, pero cuando intentó llevarla a cabo le resultó muy difícil conseguir los recursos y las tropas para la expedición. Las noticias del desastre reciente no ayudaron mucho al entusiasmo para conseguir voluntarios y la necesidad de defender otros frentes (el general José de La Serna combatía en el Alto Perú con 9000 hombres y el brigadier Mariano Ricafort vigilaba desde Arequipa la costa entre Pisco y Arica de un posible ataque anfibio desde Chile con otros 2000) impidieron el envío de unidades ya operativas. El virreinato estaba hasta el límite de sus recursos y Pezuela tuvo que solicitar la ayuda de Juan de Sámano, virrey de Nueva Granada, el general Pablo Morillo, que combatía en Venezuela y el capitán general de Cuba, José María Cienfuegos Jovellanos, sin que estos pudieran ayudarle. Todos estaban ocupados, la América española estaba en guerra en todas partes.

### Fusilamiento de Juan José y Luis Carrera
Desplazado del mando en octubre de 1814 por San Martín, José Miguel Carrera fue enviado a Buenos Aires, donde consiguió la ayuda de Carlos María de Alvear, amigo personal y enemigo de San Martín. Todo se veía a su favor cuando en enero del año siguiente Alvear fue nombrado Director supremo de las Provincias Unidas del Río de la Plata, pero el 20 de abril el Cabildo de Buenos Aires lo obligó a renunciar y Carrera, viendo que no conseguiría nada en el Río de la Plata, migró a los Estados Unidos. Ahí consiguió ayuda financiera y política; volvió a Buenos Aires el 9 de febrero de 1817 con una flotilla de cuatro naves con numerosos soldados y armamento, pero poco después de atracar fue arrestado y su flotilla decomisada. Gracias a la ayuda de algunos contactos, consiguió escapar a Montevideo, ocupada por los portugueses desde el 20 de enero del mismo año, donde preparó y publicó su famoso Manifiesto a los Pueblos de Chile (4 de marzo de 1818).
Por su parte, sus hermanos menores —Juan José y Luis— estuvieron inicialmente prisionero o prófugo, respectivamente, pero al poco tiempo de la fuga de José Miguel a Montevideo quedaron libres de toda persecución. Así, empezaron a conspirar para volver a Chile y arrestar a O'Higgins y a San Martín con apoyo de sus partidarios, en especial Manuel Rodríguez. Durante agosto de 1817, los conspiradores viajaron por separado y en distintos momentos a Chile, pero Luis fue arrestado en Mendoza y Juan José en San Luis. El resto de sus aliados fue arrestado en Chile en el verano austral de 1818 pero poco después puesto en libertad en su mayoría, incluido Rodríguez. Los hermanos Carrera quedaron prisioneros en Mendoza, donde fueron acusados de provocar la sublevación de los prisioneros por lo que fueron catalogados de traidores y fusilados el 8 de abril. En cuanto a Rodríguez, fue asesinado cerca de Til Til el 26 de mayo de 1818, por manifestarse en contra de O'Higgins tras la muerte de Juan José y Luis.

### Ocupación de las ciudades del Centro-Sur
Pese a la contundente derrota sufrida, los realistas lograron reunir algunas partidas de su ejército —dirigidas en un primer momento por Osorio— a lo largo de las líneas del río Ñuble, sin que San Martín se apurara a destruirlas. Solo a mediados de mayo envió a su encuentro una parte de los Granaderos, comandados por José Matías Zapiola, que alcanzaron algunas victorias menores pero fracasaron en ocupar Chillán, ciudad con un fuerte apoyo al rey y donde se organizaron muchas de las montoneras realistas del final del conflicto.
El 18 de mayo de 1818, zarpó desde Cádiz una expedición de nueve u once buques de transporte y uno de guerra, la fragata María Isabel, en su mayoría de origen ruso y de mala calidad, trasladando hacia Chile algo más de 2000 hombres (2500 a 3000 según fuentes de la época). Su partida era ya tardía, en tanto que Osorio apenas podía contar con algo menos de mil hombres. La traición de los marineros y soldados de uno de los buques —el transporte Trinidad, que ancló en Buenos Aires— permitió a las autoridades conocer los pormenores de la expedición, incluyendo el sistema de señales de la flota y el lugar y fecha en que se reunirían después de ingresar al océano Pacífico. Estas noticias fueron enviadas a Chile junto con dos bergantines en agosto, tras la llegada de la información O'Higgins ordenó de inmediato avanzar contra Talcahuano para impedir la reunión de la flotilla realista ahí anclada con la expedición. Para septiembre el gobierno chileno había organizado una escuadra de cinco naves con 118 cañones y 1206 hombres al mando del capitán Manuel Blanco Encalada en Valparaíso. El 9 de octubre la escuadra zarpó en dirección a Talcahuano, donde arribó el día 26. Ahí Blanco Encalada se enteró de que cuatro días antes Dionisio Capaz, jefe de la expedición había llegado con la fragata Reina Santa María y tres transportes a la isla Santa María. Conocedor que durante su viaje la expedición realista se había dispersado Blanco Encalada aprovechó de capturar a cada navío o grupo de estos por separado entre Talcahuano y la isla Mocha entre el 28 de octubre y el 22 de noviembre.
Los pedidos de ayuda de Osorio a Pezuela no fueron escuchados, y el 8 de septiembre las fuerzas de línea fueron embarcadas hacia el Callao. Se llevó consigo a 729 regulares a los que se le suman 980 personas entre la tripulación de los cinco barcos, empleados, mujeres y hasta presos. Pérdida importante, ya que cuando había conseguido volver a Talcahuano tras Maipú, el 16 de julio, le quedaban apenas 2161 hombres entre los sobrevivientes y las guarniciones del sur que pudo reunir. Otras fuentes rebajan el número de sobrevivientes de la malograda expedición a 689 soldados que partieron con Osorio, con Sánchez quedarían 1618 chilenos, principalmente sobrevivientes de las triunfantes unidades de 1813-1814. Solo 408 cuentan con fusiles y 114 lanzas al partir el vencido general español. De allí en adelante, la defensa de la causa del rey en Chile estaría en manos de las partidas irregulares de origen chileno, que continuarían una guerra de guerrillas.

## Guerra a Muerte

### Antecedentes
Las fuerzas chilenas siguieron la lucha contra las fuerzas irregulares realistas a lo largo de los meses siguientes en la llamada «guerra a muerte». Las fuerzas rioplatenses no participaron en estas campañas, puesto que se concentraron en el norte del país, o regresaron a las Provincias Unidas para preparar la campaña libertadora del Perú.
La última fase del conflicto se caracterizó por el uso de montoneras irregulares por parte de la causa realista formadas por indios e inquilinos en recibir refuerzos del Perú para reemprender otra campaña de guerra regular cometiéndose por ambas partes toda clase de crueldades. En efecto, el estilo de la lucha era muy distinto al llevado a cabo en el Valle Central: en vez de grandes batallas entre ejércitos regulares, se efectuaron saqueos, incendios, robos y emboscadas por doquier de parte de grupos paramilitares y guerrillas formadas por campesinos, exsoldados, indios, bandidos y personajes fronterizos deseosos de mantener el statu quo colonial logrado tras más de un siglo de paz y parlamentos casi sin interrupciones al que los indios se sentían obligados a respetar. Así, por ejemplo, milicias llamadas patrullas volantes cometieron toda clase de vejaciones en territorio mapuche protegidas por el ejército.
Debido a esto último, la mayoría de las tribus mapuches peleó por el bando del Rey. Clave en convencerlos fue el papel de los influyentes capitanes de amigos, mediadores entre españoles y araucanos que existieron hasta fines de la centuria. Además a esto hay que unir el factor religioso, Mariluán, cacique arribano muy poderoso e influyente era católico practicante y los misioneros franciscanos ejercían una fuerte influencia sobre él, en especial, porque los caciques tendían a enviar a educar a sus hijos. Los padres de hecho, ejercían una gran influencia en todos los personajes fronterizos. El 24 de octubre de 1811 se realizó un parlamento en Concepción al que asistieron solamente trece caciques, en el cual se les comunicó por parte del gobernador el cambio de gobierno y la solicitud de apoyo, solamente los nagches (abajinos) y lafkenches (costinos) se comprometieron con las nuevas autoridades. Sin embargo, en otro parlamento llevado a cabo en Chillán por Gaínza el 3 de febrero de 1814, que se comprometieron a respetar los acuerdos alcanzados en el pasado (en especial el de Negrete) y la frontera del Biobío, por lo que pehuenches, wenteches (arribanos), boroanos y costinos cuando fueron llamados a defender la causa realista movilizaron a sus guerreros. Los arribanos aportaron seis mil, los abajinos tres mil y los pehuenches más de un millar. En su marcha al norte los realistas incorporaron algunas partidas indígenas que consideraron podían serles útiles pero solo tras su victoria en Rancagua se ganaron el definitivo apoyo de la mayoría de las tribus. Hay que mencionar que también San Martín buscó congeniarse con los indígenas, convocó un parlamento el 30 de septiembre de 1816, cuando asistieron 2000 pehuenches para obtener seguridad y guía para atravesar la cordillera y en su famoso cruce de los Andes lo acompañaron 200 puelches.
Por su parte, el cacique abajino Venancio Coñuepán permaneció a su vez toda la guerra del lado independentista. Igual que su rival, el también abajino Lorenzo Colipí, con quien disputaba los privilegios que les daba el ejército chileno y ambos eran enemigos irreconciliables de Francisco Mariluán, jefe entre los arribanos. Colipí también tuvo un inacabable conflicto con Juan Mangin Hueno, cacique arribano, con quien disputaba la hegemonía de la Araucanía.

### Primeras campañas de Vicente Benavides
Tras el embarco de Osorio y las tropas regulares al Perú quedaron en Concepción y Talcahuano al mando del coronel Juan Francisco Sánchez 1100 a 1500 sobrevivientes, reforzados por 700 tropas traídas por la fragata María Isabel bien entrenados y equipados. Poco después fue capturada el 28 de octubre de 1818. Deseosos de acabar de una vez por todas con los realistas el coronel José Matías Zapiola fue enviado con tropas desde Talca hacia el sur. Este partió el 7 de noviembre de Parral con 400 soldados. En su ofensiva tomó Chillán el día 13 pero temiendo una contraofensiva enemiga ordenó retroceder a sus tropas hasta el Maule, abandonando Chillán el 15 y dejando desguarnecida la zona entre el Perquilauquén y el Biobío. La guarnición de Chillán al mando del teniente coronel Clemente Lantaño, compuesta por 700 hombres, en su mayoría guerrilleros, evacuó la ciudad en dirección a Los Ángeles con la mayoría de la población.
El 18 de noviembre Sánchez ordenó la retirada de Concepción a Los Ángeles tras saber de la caída de Chillán acompañado de 1600 hombres y cientos de civiles. Ahí supo ganarse el apoyo local y lanzó una ofensiva hasta el Maule (recuperando así Chillán Lantaño con 600 tropas) aprovechándose de la actitud de Zapiola lo que motivo una contundente respuesta de parte de O'Higgins. Llegado a Parral el 22, tras perder más de cien hombres entre muertos y desertores, Zapiola fue relevado del mando por Freire, quién logró organizar más de 1600 hombres para detener a Sánchez y hacerlo retroceder hasta el sur del Itata.
Finalmente durante la segunda mitad de diciembre asumió el mando del ejército patriota del sur el brigadier Antonio González Balcarce, quien trajo consigo numerosos refuerzos. Si bien la campaña se demoró por problemas de salud de Balcarce, el 15 de enero de 1819 un ejército patriota de 4000 unidades avanzó hacia Chillán forzando a los realistas a retroceder a Los Ángeles. A partir de ahí, los republicanos dividieron sus fuerzas en dos: Freire avanzó hacia Concepción con la menor parte de sus fuerzas y Balcarce, en cambio, continuó su persecución, cruzando el río Laja el día 17 forzando a Sánchez a evacuar sus fuerzas en dirección a Valdivia. Estas compuestas eran una mezcla variopinta de elementos, soldados regulares y milicianos a los que se les sumaban bandas de bandoleros e indios que aprovecharon la falta de un gobierno fuerte en la zona para dedicarse al robo. Sánchez, inteligentemente, supo atraerlos a su causa. Enterado de que tras apoderarse de Concepción los republicanos marchaban a aplastarlo, Sánchez intentó cruzar el Biobío pero fue atacado mientras lo intentaba el 19 de enero. Las tropas realistas en fuga eran 2000 perseguidos por 3000 hombres al mando de Balcarce (a los realistas los acompañaban dos mil civiles). Perdió a muchos de sus hombres pero con los restantes se retiró a Angol y de ahí a Tucapel, donde celebró un parlamente con los caciques mapuches locales que le prometieron su apoyo. Las fuerzas republicanas del brigadier Balcarce tomaron Los Ángeles el 20 de enero pero agotadas decidieron no perseguir a sus enemigos. El 31 terminó su avance tras ocupar Nacimiento. Por su parte, Freire había seguido su campaña sin encontrar mayor resistencia que algunas guerrillas enemigas hasta que entró el día 25 en Concepción, casi despoblada, sin gobierno y todas las propiedades que quedaban eran víctimas del robo de delincuentes.
Durante la marcha al sur una buena parte de los realistas habían desertado lo que habría sido total de no ser por la intervención de Vicente Benavides, quién logró reanimar a sus compañeros. Quedaban entonces cerca de mil realistas, mal armados, vestidos y con la moral por el suelo. Benavidez convenció a Sánchez de no rendirse y continuar la guerra con todos los medios a su disposición. El 6 de febrero en Tucapel Viejo Benavidez era nombrado comandante militar de las tropas realistas de La Frontera confiriéndole altos poderes. En tanto que Balcarce, considerando a los realistas vencidos decidió volver con el grueso de sus fuerzas a Santiago dejando a Ramón Freire como intendente de Concepción con una pequeña guarnición. Sánchez por su parte, siguió retrocediendo con el resto de sus regulares hasta llegar a Valdivia a fines de marzo.
Rápidamente Benavidez reunió las tropas realistas dispersas en la región y sublevó la guarnición del fuerte de Santa Juana, donde estableció su cuartel general. Designó como su segundo al mando a Juan Manuel Picó, logró alzar a la mayoría de las tribus indígenas y bandoleros, a los que daba como paga el botín de los saqueos. A partir de entonces inicio sus correrías, calificadas de extremadamente sanguinarias. En junio disponía de 800 jinetes apodados los Dragones de la Nueva Creación. El 19 de julio saqueo Tucapel, matando a los hombres y ancianas, raptando a las mujeres. Para capturarlo el coronel Pedro Nolasco Victoriano a cargo de Chillán tomo la mayor parte de su guarnición en una expedición a Tucapel, Benavidez aprovechó entonces de atacar la ciudad el 18 de septiembre pero los habitantes de la misma lograron defenderla con éxito. Cuando Victoriano lo supo fue tras el caudillo realista, derrotándolo en Quilmo al día siguiente. La derrota no desalentó a Benavidez o a Picó. Poco después saqueo Nacimiento y Rere mientras Picó era enviado al Perú a conseguir refuerzos y armamento para la reconquista del país.
Al poco tiempo el caudillo envió a un mensajero a negociar el intercambio de su esposa, Teresa Ferrer, presa en Concepción por Freire cuando intentaba espiar los movimientos de las tropas republicanas, por 30 prisioneros capturados en Nacimiento y Rere. Freire aceptó, pero cuando Ferrer fue devuelta a su marido este hizo asesinar a los prisioneros y a la escolta que iba por ellos. Enterado de esto, Freire salió en persecución de Benavidez pero este rápidamente retrocedió a Arauco. Decidió establecer una serie de guarniciones para vigilar la comarca mientras el realista se reorganizaba sus fuerzas, reclutando más hombres a la espera del retorno de Picó.

### Auge de Benavides
Con las nuevas traídas por Picó desde Perú Benavides volvió a sentirse con la fuerza suficiente como para reiniciar sus guerrillas. Su lugarteniente había traído consigo también gran cantidad de armamento y dinero además de nombramientos y condecoraciones para los líderes realistas. Por el lado de los republicanos la cosas iban de mal en peor, se producían frecuentes motines, divisiones internas entre carrerinos y o'higginistas que se sumaban a la falta de tropas en el sur.
Debido a la delicada que era su situación Freire viajó a Santiago para pedir refuerzos personalmente. Pero solo recibió, aparte del ascenso a general de brigada, una compañía de granaderos a caballo. Las fuerzas patriotas quedaban en La Frontera distribuidas así:
- En Los Ángeles: el brigadier Pedro Andrés del Alcázar con un batallón más algunos cañones.
- En Tucapel: el teniente coronel Carlos O'Carroll con dos escuadrones de dragones a caballo.
- En Yumbel: un escuadrón de caballería.
- En Concepción: el coronel Rivera con dos batallones de infantería más alguna artillería
- En Talcahuano: una compañía de infantería.

Conocedor que su enemigo merodeaba por Los Ángeles Freire dispuso proteger el pueblo reforzando su guarnición con tropas del coronel O'Carroll, tropas de Yumbel y los refuerzos del norte traídos por el coronel Benjamín Viel. Estas tropas se concentraron en Rere para marchar a Los Ángeles, sabedores de la cercanía de una gran concentración de enemigos en la zona del Laja. El 22 de septiembre fueron emboscados a orillas del Laja y O'Carroll fue capturado. Viel y algunos jinetes lograron abrirse paso y llegar a Concepción. O'Carroll fue fusilado poco después.
De esta manera quedaba Alcázar aislado en Los Ángeles sin posibilidades de recibir ayuda. Si Benavides se apoderaba de dicha plaza todas las tierras al sur del Biobío quedarían bajo su absoluto dominio. Para Alcázar la situación empeoraba cada día más. Era hostigado continuamente por los realistas y se le agotaban sus suministros. Consciente de que un ataque a gran escala se estaba gestando para cualquier día decidió evacuar a población y sus tropas a Chillán. Una columna salió de Los Ángeles en dirección al norte, compuesta por 500 soldados y más de 1000 ancianos, mujeres y niños. Benavides reaccionó al instante, sus fuerzas empezaron a seguir a la columna esperando el momento y el lugar precisos para atacar. Pero no solo eso, envió agentes dobles que convencieron a Alcázar de desviarse del camino seguido usualmente e ir al vado de Tarpellanca, junto al Laja. Cuando los patriotas estaban en pleno cruce del río Benavides atacó. El comandante realista ofreció a Alcázar perdonar a los civiles si se entregaba, a lo cual el brigadier desesperanzado accedió. Tras esto Benavides atacó y masacró a los civiles delante de Alcázar para luego proceder a lancearlo. A la tropa sobreviviente se le ofreció cambiarse de bando o morir, lo que fue aceptado por la mayoría.
Tras esto Benavides controlaba toda La Frontera excepto el litoral y sus fuerzas llegaban a los 1800 soldados regulares, 3000 milicianos y no menos de 2000 jinetes araucanos. Tras dichos éxitos y con sus fuerzas tan poderosas decidió acabar con el mismo Freire y apoderarse de Concepción mientras simultáneamente lanzaría ataques a Chillán y San Carlos. A finales de septiembre, mientras sus montoneras tomaban sus objetivos secundarios Benavides mismo marchaba con el grueso de sus fuerzas a Concepción, ciudad que ocupó el 2 de octubre. Tras esto decidió asediar Talcahuano, puerto clave para abastecerse y donde se había refugiado Freire y el grueso de sus tropas.
Conocedor de su delicada situación y sabedor de que los refuerzos pedidos a Santiago llegarían demasiado tarde Freire decidió lanzar un ataque sorpresivo para aliviar el cerco que sufría el puerto. En él combate de Las Vegas de Talcahuano (25 de noviembre) pudo darse cuenta de la mala calidad de las tropas realistas por lo que decidió lanzar un ataque masivo dos días después, sorprendiendo a Benavides, este rápidamente reaccionó y la batalla se hizo muy disputada. Solo cuando las antiguas tropas de Alcázar decidieron cambiar nuevamente al bando patriota esta se definió como una decisiva victoria republicana.
El caudillo alcanzó a huir pero con sus fuerzas destrozadas completamente. Freire sin embargo, no aprovechó su oportunidad para acabar con él de una vez por todas y entró en negociaciones, lo que le dio la oportunidad de rearmar y reorganizar su ejército.

### Ocupación de las ciudades del Sur
El gobierno chileno había realizado grandes esfuerzos en equipar su nueva escuadra, proveyéndola de municiones y víveres, pero no lograba encontrar buenos marineros y oficiales. Bajo el mando de Manuel Blanco Encalada, en la escuadra chilena reinaba la indisciplina.

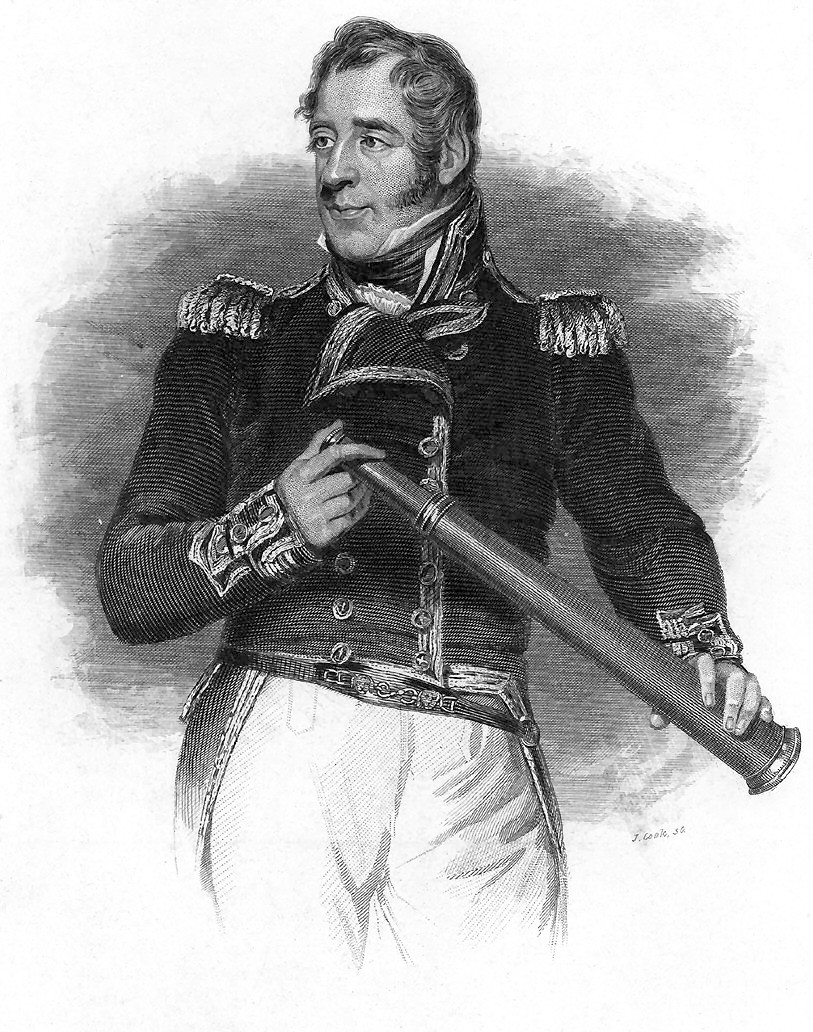
Thomas Cochrane, comandante de la Escuadra Chilena.

El coronel Álvarez Condarco, enviado a Londres, contrató al marino Thomas Cochrane, para dirigir la escuadra chilena en formación. Este último llegó a Chile en noviembre de 1818.
En septiembre de 1819 zarparon de Valparaíso con rumbo al Callao cinco buques comandados por Cochrane. El puerto estaba defendido en tierra por 2000 hombres y 128 cañones, y por mar mediante cinco buques. Tras fracasar en un ataque con cohetes, capturó la goleta Moctezuma. Desde allí navegó hacia el norte, donde el general Miller ocupó unos días la ciudad de Pisco.
De regreso al sur con dos buques, Cochrane atacó la ciudad de Valdivia, que permanecía en manos realistas y funcionaba como cuartel general de los españoles en el sur. Perdió uno de los buques en un naufragio, pero con la Moctezuma y la tripulación de ambas atacó los fuertes que guarnecían la ciudad. Avanzando de fuerte en fuerte, logró llegar a la ciudad, que capturó el 4 de febrero de 1820; hecho conocido como la Toma de Valdivia.
Posteriormente enviaría una pequeña fuerza a cargo de Jorge Beauchef para ocupar las ciudades ubicadas más al sur de Valdivia, (entre ellas Río Bueno y Osorno), y para perseguir al ejército realista que huía desde Valdivia hacia Chiloé; lo cual permitiría que al año 1822 sea definitivamente anexado el territorio del Gobierno de Osorno al territorio Chileno. Posterior a ello, se enfrentarían ambos ejércitos en el combate de El Toro, en marzo de 1820. Igualmente desde Valdivia, Cochrane se dirigió a Chiloé; pero fracasó en un ataque terrestre a Ancud y por ello debió regresar.
Así para el año 1820, luego del combate de El Toro, se consolidaba igualmente la presencia chilena en la región sur, salvo aún en Chiloé.

### Expedición Libertadora del Perú
En mayo de 1818, el Ejército Unido se instaló en Quillota, donde fueron adiestrados un total de 5000 efectivos, cifra que se fue reduciendo debido a enfermedades y deserciones. Según San Martín era necesario organizar un cuerpo bien apertrechado, disciplinado y entrenado de 3400 infantes, 200 jinetes, 300 artilleros y 100 zapadores con víveres para cinco meses, armas, animales, etc.
En enero de 1820 las fuerzas de la República de Chile sumaban en total 10 000 unidades de los que 4800 (308 oficiales) se sumaban a la fuerza expedicionaria, de los que 4000 eran chilenos (pero 40 % de los oficiales eran argentinos). Por su parte, las fuerzas que deberían enfrentar en la costa peruana al mando del Virrey se pueden estimar en alrededor de 7000. Por otra parte, durante el año pasado San Martín fue informado que él Directorio deseaba que volviera con el Ejército de los Andes a apoyar en la campaña contra José Gervasio Artigas, orden que fue protestada por San Martín ya que significaba interrumpir su campaña al Perú. Por eso el 9 de abril de 1819 fue autorizado a dejar dos mil hombres en Chile y enviar al otro tanto a Mendoza, pero seis días después llegó una nueva orden que ordenaba que la totalidad de sus cuatro mil soldados se sumaran al Ejército del Tucumán. Sin embargo, algo con lo que no contaba el Directorio era que debido a las fuertes bajas sufridas previamente el Ejército de los Andes había tenido que reclutar chilenos para recompensar sus fuerzas, tantos que para esa época representaban dos tercios de la tropa. Enterados de que serían enviados a combatir en las guerras civiles argentinas el número de desertores aumento vertiginosamente. Al llegar el invierno apenas 1253 hombres llegaron a Mendoza y 2168 seguían en Chile.
En ese momento comenzaron a llegar las órdenes del Directorio argentino, de trasladar el Ejército de los Andes a Buenos Aires para luchar contra los federales. San Martín no respondió, y en carta a O'Higgins explicaba:

"Se va a cargar sobre mí una responsabilidad terrible, pero si no se emprende la expedición al Perú, todo se lo lleva el diablo".
Carta de san Martín a O'Higgins, 9 de noviembre de 1819.

De todos modos, la falta de apoyo económico desde Buenos Aires causó un retraso de muchos meses a la partida de la expedición. Por otro lado, la desobediencia de San Martín le acarreó el cese de la ayuda económica de parte de su gobierno, de modo que el gobierno chileno debió hacerse cargo de toda la financiación, por medio de préstamos tomados en Gran Bretaña y los Estados Unidos.
Disuelto el gobierno rioplatense, el Ejército de los Andes quedó sin un gobierno del cual depender. San Martín presentó su renuncia en una nota a los jefes del Ejército el 26 de marzo de 1820. Los oficiales rioplatenses se reunieron el 2 de abril en la ciudad de Rancagua y labraron un acta en que declaraban que

"(...) la autoridad que recibió el señor jeneral para hacer la guerra a los españoles i adelantar la felicidad del pais no ha caducado ni puede caducar, porque su oríjen, que es la salud del pueblo, es inmudable (...)"
s:Acta de Rancagua

Ratificada su autoridad, San Martín y el Ejército de los Andes emprendieron la expedición al Perú junto a las fuerzas chilenas.
El 20 de agosto de 1820 zarpó rumbo al Perú una escuadra compuesta por 25 naves, de las cuales 8 de guerra y 17 de transporte, tripuladas por 1740 marinos. Entre los buques estaba la "Argentina", al mando de Bouchard, que transportó 500 hombres, incluidos los Granaderos a Caballo.
El ejército constaba de 4118 soldados y 296 oficiales, de los cuales unos 750 eran rioplatenses. Estaban organizados en dos divisiones, una llamada "De Chile" y otra "De Los Andes", y contaban con 25 piezas de artillería.
La expedición zarpó de Chile e inició sus campañas en el Perú bajo una bandera que era una variante de la Bandera de Chile, que en lugar de una estrella ostentaba tres.
El 8 de septiembre se produjo el desembarco en la playa de Paracas, cercana a la villa de Pisco, desde donde San Martín lanzó la primera proclama al pueblo peruano.
El virrey Pezuela tenía bajo su mando unos 20 000 soldados distribuidos por todo el virreinato, de los cuales la mayor parte defendían Lima y el Alto Perú. De modo que la estrategia de San Martín, al desembarcar con poco más de 4000 hombres, no era atacar de frente, sino desgastar y desprestigiar a su enemigo. Por ello se propuso demostrar que podía atravesar el Perú con parte de su ejército y con el resto establecerse donde quisiera.
Envió una división al mando del general Juan Antonio Álvarez de Arenales a internarse en la Sierra, llevando consigo al Batallón N.º 11 del Ejército de los Andes al mando de Román Deheza, al Batallón N.º 2 de Chile bajo el mando de José Santiago Aldunate, a los Granaderos a Caballo comandados por Juan Lavalle y dos piezas de artillería.
Por su parte, San Martín se reembarcó y se trasladó por mar a Huaura, al norte del Perú, donde inició negociaciones diplomáticas con el virrey.
Al producirse el desembarco patriota, el coronel Manuel Quimper, comandante de la costa del Sur del Perú, se retiró hacia el sur, pero fue derrotado en tres combates: por Rufino Guido en Palpa el 7 de octubre, una semana más tarde, en Nazca por el teniente coronel Manuel Patricio Rojas, y el día 15 en Acarí, donde fue capturado Quimper.
Arenales cruzó la Cordillera y el 24 de octubre ocupó sin combatir la ciudad de Huamanga. Tras derrotar a una fuerza secundaria en el puente de Mayoc, disolvieron una división enemiga en la cuesta de Jauja. El 23 de noviembre, en Tarma –Departamento de Junín– Rojas consiguió dar alcance al intendente de Huancavelica, Juan Montenegro, tomándolo prisionero y quitándole seis cañones, 500 fusiles y 50 000 cartuchos.
El 6 de diciembre de 1820, Arenales destruyó completamente a la división del general Diego O´Reilly en la Batalla de Pasco. Los realistas sufrieron 83 muertos y 400 cayeron prisioneros, entre estos últimos toda la caballería dirigida por Andrés de Santa Cruz, que se pasó a los patriotas después de la batalla.
El 8 de enero de 1821, la división de Arenales se reincorporó al Ejército Unido. Varias provincias de la Sierra habían sido ocupadas, pero no quedaron ejércitos para asegurarlas. Algunos oficiales, entre los que se destacó el fraile exclaustrado José Félix Aldao, organizaron montoneras que podían resistir con una acción de guerrillas.
A pesar de que el territorio recorrido no quedaba asegurado, la campaña debilitó militarmente al virrey Pezuela y lo desprestigió políticamente. Como consecuencia de las demostraciones de poder de San Martín, y disgustados los oficiales realistas de extracción liberal con la orientación absolutista de Pezuela, lo derrocaron el 29 de enero de 1821, sustituyéndolo por el general De La Serna.

#### Independencia del Perú

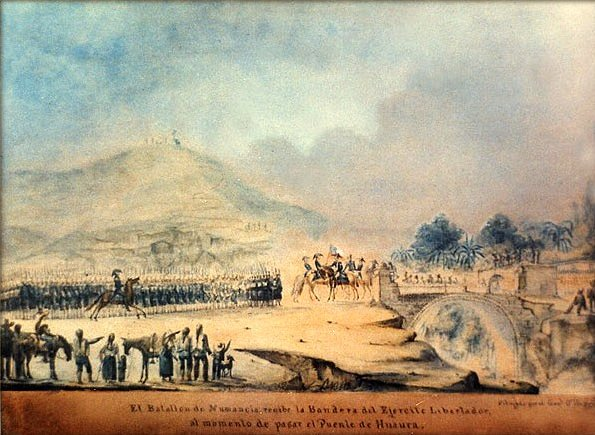
El Batallón Numancia se pasa a los patriotas.

Mientras tanto, la ciudad de Guayaquil, y poco más tarde Trujillo, se pronunciaron por la independencia, dejando casi todo el norte del país en manos de los aliados de San Martín.
Aumentando la presión sobre el nuevo virrey, Arenales partió en una segunda expedición a la Sierra, y el inglés Guillermo Miller desembarcó en las costas del sur peruano. Simultáneamente, San Martín desembarcó en Ancón, más cerca de Lima, y lanzó sucesivas expediciones de exploración sobre esa ciudad, mientras realizaba nuevas negociaciones de paz con De la Serna a fines de abril. San Martín no aceptaba otro resultado que la independencia del Perú, lo cual era inadmisible para De la Serna, de modo que no hubo acuerdo, pero sí intercambio de prisioneros.
La columna de Miller desembarcó en Arica y se trasladó a Tacna, donde reunió un contingente de voluntarios peruanos. El 22 de mayo venció a las tropas de José Santos La Hera en la batalla de Mirave y posteriormente regresó a Lima. Las fuerzas que dejó en el sur del Perú serían derrotadas en la batalla de Ica, en abril del año siguiente, debiendo los independentistas abandonar esa región.
El alzamiento del batallón realista Numancia —integrado por venezolanos— a favor de la independencia y la captura del buque más poderoso de la escuadra española por Cochrane, forzaron a De la Serna a abandonar Lima el 5 de julio, internándose en la Sierra. Allí lo esperaba para atacarlo la división de Arenales, pero no logró averiguar qué paso utilizarían los realistas para cruzar la Cordillera, fracasando en su cometido.
San Martín ocupó la capital y reunió un cabildo abierto el 15 de julio. El 28 de julio declaró la Independencia del Perú y fue nombrado jefe civil y militar como Protector del Perú desde el 3 de agosto. Su mano derecha fue Bernardo de Monteagudo, que había llegado desde Chile como auditor del Ejército.
Las fortalezas del Callao habían quedado en manos de los realistas, y los patriotas tardaron muchos meses en capturarlas. Una serie de conflictos causaron la separación de algunos oficiales rioplatenses, entre ellos el general Las Heras. La mayor parte de las tropas chilenas regresaron a Chile, a terminar la guerra contra los últimos bastiones realistas en la Araucanía.
De los 3400 chilenos reclutados usualmente a la fuerza y enviados en la expedición original solo 500 volvieron a Chile, la mayoría había muerto por enfermedades o las condiciones insalubres que vivieron, aunque también muchos cayeron en las batallas de Ica y Moquegua. La expedición enviada por el gobierno de Freire para reforzar a los chilenos dirigidos por Francisco Antonio Pinto, unos 2500 hombres, apenas estuvo en el Perú hasta que volvió por conflictos políticos.
También Cochrane, que nunca se había llevado bien con San Martín, regresó a Chile con la escuadra. Algunos buques, dirigidos por Bouchard y Martín Guisse, continuaron al servicio del Perú.

### Final de José Miguel Carrera
El epílogo de los hermanos Carrera se dio cuando el mayor y último sobreviviente varón, José Miguel, quién pasó todo 1819 buscando el apoyo de José Gervasio Artigas (que luchaba contra los portugueses y bonaerenses a la vez) para instalar a Alvear como presidente de la Liga Federal.
Finalmente, los caudillos aliados de Artigas, Estanislao López de Santa Fe y Francisco Ramírez de Entre Ríos invadieron la provincia de Buenos Aires, derrotando al Director José Rondeau en Cepeda el 1 de febrero de 1820. Tras esto el gobierno central en las Provincias Unidas desapareció y se inició una etapa conocida como la Anarquía del Año XX en que las distintas provincias proclamaron sus propias constituciones, crearon sus propios gobiernos y ejércitos y empezaron a hacerse la guerra entre sí al mando de diferentes caudillos.
Aprovechando el caos y que Buenos Aires tuvo que firmar el Tratado de Pilar en el que se comprometía a entregar armas, equipos y soldados a Carrera para su Ejército Restaurador. Aunque Alvear fue nombrado gobernador el cabildo bonaerense no lo reconoció y eligió a Manuel Dorrego que atacó a Alvear y Carrera en San Nicolás de los Arroyos donde los aplastó (ni López ni Ramírez intervinieron). Alvear huyó a Montevideo y Carrera se internó en las Pampas con quinientos seguidores, ahí consiguió el apoyo de los ranqueles con los que asaltó Las Bruscas liberando a los presos chilenos reclutándolos a cambio de prometerles dejarlos en libertad después de que tomara Santiago. A esto le siguió el ataque de parte de su aliado, Yanquetruz o él mismo de varios pueblos pampinos, siendo masacrados o esclavizados sus pobladores lo que hizo ganarse la animadversión de la opinión pública y los dirigentes de varias provincias.
Por otro lado último esto hizo a Carrera muy popular entre los indios de las Pampas, ranqueles y vorogas se sumaron en masa a sus huestes. El general chileno fue apodado por estos "Pichi Rey" (mapudungun: pequeño rey) gracias a su gran carisma. Su plan era acumular el mayor número de hombres posibles antes de volver a Chile aprovechando el caos causado por la guerra civil argentina. Debe de entenderse que aquellos primeros años de independencia las luchas internas de ambos países estaban estrechamente ligadas entre sí.
Con un pequeño ejército formado por bandoleros, chilenos exiliados, presos y prisioneros fugados, mercenarios e indios ranqueles inició su marcha a Chile con la intención de cruzar los Andes y derrocar a O'Higgins. Eran alrededor de mil a dos mil hombres, aunque el mismo Carrera eleva las cifras a 10 000 o 14 000 siendo la mayoría indios de la región.
Pasó el resto de año asaltando pueblos en lugar de cruzar la cordillera, aun cuando tuvo más de una vez la oportunidad. Finalmente, en febrero de 1821 tomó rumbo a los Andes con la intención de ir a Chile enfrentado a varias tropas provinciales que intentaron detenerlo. Derrotó al gobernador cordobés Juan Bautista Bustos en Chaján el 9 de marzo y al puntano Luis Videla en la actual Villa Mercedes, sin embargo, perdió tiempo valioso al dar media vuelta y perseguir a Bustos con ayuda del montonero Felipe Álvarez pero ambos fueron vencidos en Cruz Alta. Esperaba que se le sumara Ramírez que había invadido Santa Fe tras romper con López, juntos podrían reunir hasta 4000 hombres, pero Ramírez fue vencido en su campaña y salvó solo 400 de sus hombres. Tras esto volvió a San Luis y ocupó la ciudad por algunos días después de vencer el 8 de julio a los mendocinos del general Bruno Morón en Ciudad de Río Cuarto. A mediados de agosto, los carrerinos decidieron finalmente volver a ponerse en marcha en dirección a Mendoza pero dicha provincia ya había movilizado sus milicias para defenderse.
Carrera marchaba hacia la capital provincial pero en Punta del Médano se encontró con los mendocinos del coronel José Albino Gutiérrez y los sanjuaninos del también coronel Manuel Olazábal (30 de agosto) siendo completamente derrotado. Trato de replegarse a Jocolí pero algunos de sus lugartenientes se sublevaron y lo entregaron junto a Álvarez a Gutiérrez, ambos tuvieron un juicio sumario y terminaron fusilados el 4 de septiembre de 1821. El cuerpo de José Miguel Carrera fue desmembrado, su cabeza se expuso en Mendoza y sus brazos fueron enviados a Córdoba y San Luis.

## Continuación de la Guerra tras la Independencia

### Últimas campañas de Benavides
Tras su derrota, Benavides reorganizó sus fuerzas y volvió al combate; sin embargo, también llegaron refuerzos a patriotas al sur y un personaje clave, el coronel Joaquín Prieto. El 12 de diciembre de 1820, llegó a Chillán y de inmediato reforzó las guarniciones de dicha ciudad y Yumbel. Mientras tanto, los realistas lanzaron ataques contra Los Ángeles, Nacimiento, Santa Bárbara, Purén y Tucapel Nuevo, que saquearon con 2500 hombres, mientras una gran tropa dirigida por Picó cruzó el Laja para atacar Chillán. Prieto se enteró y salió a enfrentarlos, derrotando a un alto costo a Picó cuando este cruzaba el río Chillán.
Tras esto Prieto envió a su caballería al fuerte de Arauco desde donde Freire lanzó varias excursiones al interior de la Araucanía. Para debilitar a su rival declaró la amnistía para todo realista que se desmovilizara, lo que fue aceptado por muchos de ellos. Durante 1821, Benavides logró capturar varios barcos, apoderándose de un gran botín, en especial el bergantín Ocean, que llevaba más de 15 000 fusiles, sables, carabinas y municiones para el ejército del virrey en el Callao. Con esto logró armar un nuevo ejército de 4000 seguidores más la alianza de varios caciques araucanos. Seguro de su victoria organizó un gobierno colonial con él a su cabeza, reanudando los combates y asaltos en la primavera, esta vez dio a prioridad a Prieto a quién consideraba más peligroso que Freire. Mientras tanto Freire conseguía una muy valiosa alianza con el poderoso cacique Venancio Coñoepán, que le aporto dos mil guerreros a cambio de ayudarle a exterminar a sus rivales, que eran realistas. Un factor clave para esto fue el éxito de las incursiones independentistas, con las que a los ojos de Coñoepán se mostraba como el claro bando vencedor de una guerra que se acercaba lentamente a su fin, en particular su victoria en Lumaco, el 12 de enero del mismo año, donde encontraron la muerte doscientos indios realistas.
Gracias a esto Freire partió el 3 de febrero desde Concepción al interior de la Araucanía con 1000 infantes, 500 jinetes y 500 artilleros y milicianos llegando hasta Talcamávida el 17, desde donde tuvo que retroceder a Santa Juana por falta de víveres. Ahí fue donde finalmente se le unió Coñoepán, decidieron avanzar a Nacimiento, entonces en ruinas. Durante la marcha más de doscientos realistas desertores se les unieron lo que fue considerado una señal de la pérdida del apoyo popular con el que alguna vez gozo Benavides. Ante la insistencia de Coñoepán Freire le aporto 250 hombres para atacar a su rival, el cacique arribano Mariluán, uno de los principales aliados de los realistas. Por su parte Freire volvió con el grueso de sus fuerzas a Santa Juana el 25 de febrero tras pasar por Angol ya que le había llegado rumores, a la larga infundados, de que Benevidez planeaba atacar la ciudad. Desde ahí avanzó hasta el río Carampangue en busca del caudillo realista pero sin éxito. Finalmente en marzo, antes del fin del verano, se decidió por volver a Concepción.
A inicios de septiembre el caudillo cruzó el Biobío con dirección a Chillán, Prieto se enteró de esto y salió a enfrentarlo en campo abierto. Cuando los realistas cruzaban el río Chillán en las Vegas de Saldías (9 y 10 de octubre) fueron sorprendidas por la carga de la caballería del capitán Manuel Bulnes, quedando desorganizadas. Oportunidad que fue aprovechada por Prieto para atacar con su disciplinada infantería perfectamente formada en línea de combate. Benavides fue completamente derrotado y apenas logró escapar. Prieto lo persiguió hasta el Biobío.
El 28 de diciembre, sus aliados indígenas lanzaron una ofensiva contra la comarca del Laja, saqueando varios pueblos pero el caudillo realista, conocedor de que ya no tenía posibilidades de vencer pidió la paz y hasta se ofreció a pacificar la región a nombre del gobierno republicano pero Prieto lo rechazó e inició la búsqueda de este y sus lugartenientes. Benavides decidió entonces escapar en un lanchón en dirección a Perú, pero cuando recaló en Topocalma fue denunciado por el capitán, encarcelado y llevado a Santiago donde fue colgado el 23 de febrero de 1822. Su cuerpo permaneció todo el día colgado y luego fue descuartizado y sus restos fueron exhibidos como escarmiento en La Frontera.
Seguro de que esta victoria era definitiva O'Higgins envió un negociador a Antonio de Quintanilla, gobernador realista de Chiloé, el 20 de julio para que capitulara pero este se negó. Y además, los realistas en Valdivia se alzaron en armas el 15 de noviembre pero fueron vencidos pocas semanas después por el gobernador de la ciudad, mayor Jorge Beauchef.
Aunque con la muerte de Benavides se tiende a considerar el fin de las operaciones bélicas en la región, en realidad los mapuches de la región continuaron con sus campañas de saqueo. Los jefes y soldados realistas sobrevivientes se refugiaron entre ellos, pero ya habían dejado de ser tropas que peleaban por la causa del rey para convertirse en simples bandas de bandidos.
Este mismo año (1822), también sería anexado finalmente el territorio del Gobierno de Osorno (llamado igualmente Partido de Osorno en 1810); pasando a depender ahora del gobierno de Valdivia, el cual había sido recuperado dos años antes (1820).
Posteriormente, el gobierno de Santiago estaba deseoso de anexar la isla de Chiloé, que desde donde salían buques a asaltar las costas chilenas, pero para eso debía pacificar Arauco primero. El cacique aliado del gobierno, Cayehuepán, derrotó al caudillo realista, el cura Juan Antonio Ferrebú, en Tucapel el Viejo el 21 de febrero de 1824. Meses después Ferrebú fue capturado y fusilado el 2 de septiembre. Durante ese año Picó fue muerto tras una larga persecución. Las fuerzas de ambos caudillos muertos pasaron a unirse en buena medida a las de los Pincheira.
Sin embargo, entre 1825 y 1827 las montoneras de los Pincheira, del cacique arribano (wenteches) Francisco Mariluén (Mariluán) y del teniente coronel español Miguel de Senosiain lanzaron varias excursiones. El gobierno las combatía decididamente y a partir de 1826 el comandante en jefe de La Frontera, brigadier José Borgoño, lanzó una serie de campañas contra las bandas en el sur. Los Pincheira fueron derrotados y tuvieron que refugiarse en Neuquén desde siguieron por varios años sus acciones. Senosiasín se rindió y fue indultado. Marilúan se sometió vencido y murió en paz en 1836.
Para finalizar, la Guerra a muerte fue extremadamente sangrienta y destructiva, provocó la emigración masiva de varias tribus araucanas a la Pampa argentina, en particular los boroanos que lucharon del bando del Rey. También los costinos, en cuyo territorio se desarrolló la mayor parte del conflicto, siendo muchos de ellos forzados a huir al interior.

### Conquista de Chiloé

#### Primera expedición
La isla de Chiloé permanecía aún en manos realistas, defendida tenazmente por sus habitantes, gobernados por Antonio de Quintanilla. El 1 de marzo de 1824 la expedición partió de Talcahuano. Estaba formada por 4 navíos de transporte, 5 de guerra, 2 piezas de artillería de campaña y 2149 hombres al mando de Freire. Debido al mal tiempo solo llegaron a Punta de Huechucucui, en el noroeste de la isla, el día 23. Aunque el plan inicial era tomar San Carlos de Ancud por sorpresa pero al enterarse de las defensas realistas decidió seguir navegando hasta la bahía de Lacas. Desde ahí envió al sargento mayor Pedro Godoy Palacios a negociar la rendición de Quintanilla. El 25 de marzo Freire ordenó tomar los fortines en Chacao y Corona y desde ahí partió al día siguiente a Chacao para esperar ahí la rendición del gobernante español.
Quintanilla, sin embargo, no tenía intenciones de capitular. Había organizado un buen sistema de defensas en el archipiélago, 1300 regulares (principalmente peninsulares) y 1300 a 1500 milicianos criollos distribuidos en una serie de fortificaciones a lo largo de la isla. Una guarnición de San Carlos de Ancud era de más de 1500 hombres con numerosas baterías de artillería en diversas fortificaciones y su puerto estaba defendido por lanchas cañoneras. En la península de Lacuí había una guarnición de 300 hombres, en la ribera norte del canal de Chacao con 300 hombres y en Castro 600 al mando del coronel José Rodríguez Ballesteros. La guarnición en fechas anteriores debió ser mucho más pequeña ya que un gran número de chilotes seguían combatiendo en Chile y el Alto Perú (se estima que más de dos mil sirvieron en el ejército realista en tierra firme) pero una vez cayeron los demás bastiones realistas uno por uno sus fuerzas fueron replegándose y concentrándose en la isla.
El plan de Freire era atacar él mismo Ancud con sus tropas por el oeste mientras enviaba al mayor Manuel Riquelme a atacar por el este. En tanto, la mayor parte de la flota al mando de Beauchef desembarcó en Dalcahue y tomó el camino que conectaba Ancud con Castro, aislando a ambas ciudades entre sí, para luego tomar esta última. El 28 de marzo por su parte llegó desde Osorno la caballería patriota al mando del capitán Manuel Antonio Labbé que atacó y tomó Carelmapu.
El 31 de marzo se produjo el desembarco en Dalcahue. Beauchef tomó el pueblo con facilidad y de inmediato marchó a Mocopulli para tomar el camino entre Ancud y Castro pero el terreno era difícil y avanzó muy lentamente. Rodríguez Ballesteros, enterado de los sucesos, decidió emboscar a su enemigo el 1 de abril. Tras un cruento combate, en la llamada Batalla de Mocopulli, los republicanos consiguieron tomar las posiciones realistas pero no pudieron perseguirlos. Con sus fuerzas diezmadas Beauchef ordenó la retirada. El mismo día Freire llegó a las defensas de Ancud pero de inmediato entendió que no podría tomarlas por lo que se retiró. Un concejo celebrado cinco días después decidió terminar la campaña, pasaron otras nueve jornadas más para que el clima permitiera el reembarque y el 29 de abril llegaron de vuelta a Talcahuano.

#### Segunda expedición
Tras la batalla de Ayacucho (9 de diciembre de 1824), el gobierno de Simón Bolívar en Perú propuso al chileno su apoyo para la toma de Chiloé, que de seguir en poder realista podía servir de base de operaciones contra los territorios independizados de América del Sur que daban con el océano Pacífico. Además, se dio en Perú una fuerte opinión de anexar para sí el archipiélago. Ante esto, Manuel Blanco Encalada abandonó el bloqueo del Callao con las naves chilenas en dirección a Valparaíso. Comunicado de los acontecimientos, el director supremo Ramón Freire dispuso inmediatamente la organización de una nueva expedición.
Freire dirigió personalmente la última campaña hacia la isla, que terminó con la firma del Tratado de Tantauco el 18 de enero de 1826. La nueva tropas se componía de 2600 hombres y cuatro piezas de artillería de campaña. Zarparon de Valparaíso el 25 de noviembre de 1825 llegando a Corral celebrando poco después un consejo de guerra. Quintanilla por su parte reforzó sus defensas y entrenado mejor a sus milicianos. Mejoró sus fortificaciones y concentró sus fuerzas en Ancud y en el camino entre esta y Castro. Barros Arana afirmó que Quintanilla llegó a contar con cinco mil hombres entre sus fuerzas (incluidos tres mil milicianos) pero estimaciones más modernas reducen bastante aquella cifra.
El 8 de enero de 1826, desembarcó en Lacuí tomando el fuerte de Corona tres días después logrando el dominio completo de la península. Esa misma jornada Freire ordenó a su flota bombardear los fortines de Ancud mientras su ejército iniciaba a la marcha por tierra tomando los fortines que había a su camino. El 13 de enero derrotó a los que trataron de detenerlo en Pudeto y al día siguiente el Bellavista entrando en la misma jornada a Ancud. El día 15 la guarnición del fuerte de Agai y esa misma tarde, Quintanilla, desmoralizado, capituló.

### Campaña contra los montoneros Pincheira
La guerrilla realista de la montonera de los hermanos Pincheira estaba integrada por aproximadamente 1000 hombres, y entonces ya había pasado de ser una banda que luchaba por la causa realista a ser un simple grupo de bandoleros bien armados.
Sin embargo, a partir de 1826 fueron forzados a buscar refugio en el actual Neuquén con 300 chilenos armados con carabinas y tercerolas junto a 1500 a 2000 lanceros pehuenches. Para evitar ser atacados o dividirse avanzaron por la Pampa hasta que se instalaron entre las tolderías de los vorogas o boroanos ubicadas en Chadileuvú y Salinas Grandes (estas parcialidades mapuches fueron sus aliados desde 1818 hasta 1821 en Chile cuando, derrotados los realistas y acosados sin cesar por los abajinos, se vieron forzadas a migrar a las pampas en masa, conformando la Confederación boroana). Inicialmente en 1827 el cacique arribano Maguín Hueno se negó a apoyarlos, pero dos años después cambio de opinión y procedió a prestarles su ayuda junto a los vorogas y pehuenches en varias incursiones a ambos lados de los Andes. Incluso intentaron tomar a Chillán pero durante la marcha, al ver que esto sería cuando menos muy costoso, su principal aliado, Mariluán, los abandono y fracasaron.
Desde esta ubicación la banda de los Pincheiras realizaba sus correrías en la Cordillera de los Andes y en los valles aledaños a Chillán, saqueando tierras entre el Biobío y el Cachapoal, llegando incluso hasta San Luis y Carmen de Patagones, en Argentina, durante 1829.
Pero poco después, el gobernador bonaerense, Juan Manuel de Rosas logró una alianza con los vorogas, dejaran de apoyar a la banda de los Pincheira. Así, los cuatreros tuvieron que buscar refugio con sus últimos aliados, los pehuenches del jefe Chuica.
Sin embargo Rosas no se detuvo ahí, logró una alianza con el cacique abajino Coñoepán y cruzó la cordillera hasta Bahía Blanca con dos mil lanzas y apoyado por el bonaerense se alió a numerosos pampas, tehuelches y ranqueles para atacar a los Pincheira que contaban con la ayuda de algunos mapuches, ranqueles, toris y vorogas. Rosas, conocedor del papel de los indígenas en las incursiones de los realistas y en el apoyo de uno u otro bando en las guerras civiles argentinas, empezó a buscar aliados en la Araucanía como el jefe abajino para neutralizar el poder de los indios que les eran hostiles.
Posteriormente, en 1832, Manuel Bulnes partió al mando de una expedición de 1000 hombres para derrotarlos, atacando por sorpresa su campamento en las lagunas de Epulafquen, matando a más de 200 bandidos, acabando así con la banda de los Pincheiras.

## Reconocimiento de España de la independencia de Chile
El 24 de abril de 1844, el presidente de España y también Ministro de Estado Luis González Bravo y López de Arjona, plenipotenciario de la reina de España Isabel II de Borbón, realizó para las negociaciones de paz y reconocimiento oficial como país de parte del gobierno español, el Tratado de Paz y Amistad entre España y la República Chilena, celebrado y firmado en Madrid con el general José Manuel Borgoño, plenipotenciario del presidente de Chile Manuel Bulnes.
Fue el tratado oficial definitivo y último para reconocer la independencia de Chile por parte de España, siendo el primer tratado de independencia de un país de Hispanoamérica celebrado en el reinado efectivo de mayoría de edad de la reina Isabel II. Fue ratificado el 26 de septiembre de 1845, y publicado en la Imprenta Nacional (Madrid) en 1846.